# Escultura etrusca

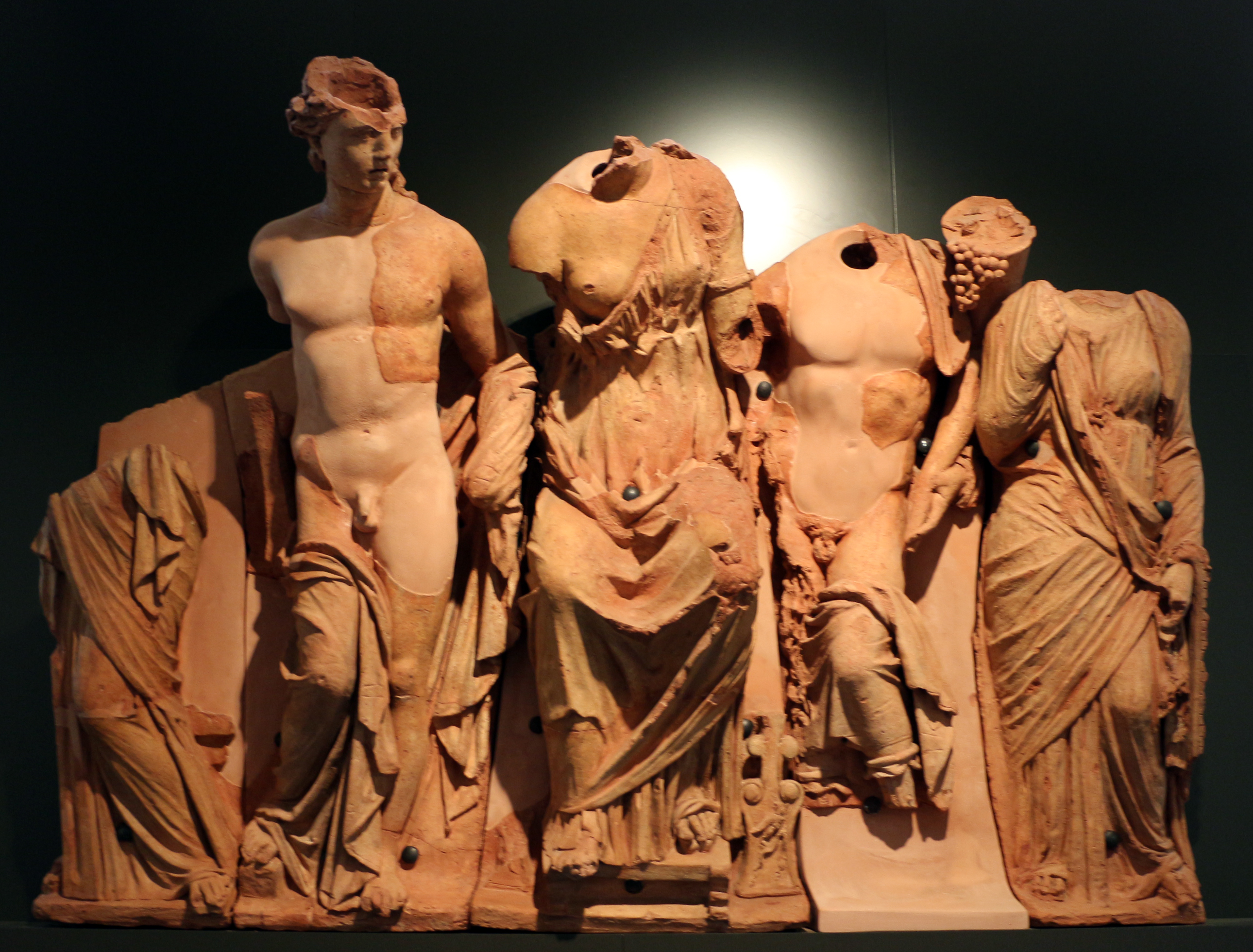
Frontó escultòric de Luni, conservat al Museu Arqueològic Nacional de Florència

L'escultura etrusca va ser una de les expressions artístiques més importants del poble etrusc, el qual va habitar la regió del nord i centre d'Itàlia, aproximadament entre els segles IX i I aC. El seu art derivava, en gran part, de l'art grec, però també es va desenvolupar amb moltes característiques pròpies.
Existeixen molt pocs documents escrits etruscs i, a més a més, hi ha poca informació sobre el seu llenguatge, que encara no s'ha desxifrat en la seva totalitat, però es poden trobar claus per a la reconstrucció de la seva història mitjançant el seu art, sense deixar de banda la informació que també aporten les cròniques gregues i romanes que hi ha al respecte. Com succeeix amb la seva cultura, en general l'escultura etrusca presenta moltes dificultats als estudiosos, dificultats que són objecte de controvèrsia i obliguen a proposar sempre interpretacions de manera provisional. Però hi ha consens en l'afirmació que és una part molt important i original del llegat de l'art italià amb anterioritat a l'arribada de l'Imperi Romà. A més a més, també va contribuir significativament a la formació inicial de les tradicions artístiques de l'antiga Roma.

## Context històric
Ja des de l'antiguitat, l'origen dels etruscs ha estat objecte de polèmica. Ells s'anomenaven a si mateixos rasena. Heròdot creia que eren els descendents de poblaments procedents d'Anatòlia abans de l'any 800 aC, arribada amb la qual van desplaçar els habitants anteriors; però, contràriament, Dionís d'Halicarnàs els tenia per habitants autòctons. La recerca moderna tampoc no hi ha arribat a un consens, i els experts van acabar considerant que aquest tema era de difícil solució i, per tant, s'han dedicat principalment a estudiar com s'organitzava la societat abans d'intentar acabar de concloure d'on venien. El que se'n sap amb certesa és que, cap a mitjans del segle vii aC, ja s'havien fundat les seves principals ciutats, i iniciaren tot seguit un període d'expansió territorial que els va permetre dominar una gran regió al centre de la península Itàlica, territori que abastava des del Vèneto i la Llombardia fins al Laci i la Campània; va ser el país anomenat Etrúria. Tanmateix, al llarg dels segles següents, les seves conquestes es van veure amenaçades i diversos pobles itàlics van aconseguir de fer-los retrocedir. Finalment, els seus darrers bastions van ser ocupats pels romans, que van absorbir la seva cultura i van causar-ne la dissolució.
Els etruscs van ser el poble més poderós de la Itàlia preromana i van establir una gran civilització amb una producció agrícola, una poderosa flota, un comerç que abastava gran part de la Mediterrània, i una cultura única, en què l'art tenia un gran paper i que exercí una important influència en la formació inicial de l'art de l'antiga Roma.
Es creu que la seva presència a Itàlia s'inicià a partir del segle ix aC, però les inscripcions en els monuments i els objectes, dades que proporcionen una seguretat en la seva datació, només apareixen cap al 700 aC. Encara que compartien una cultura comuna, els etruscs no formaven una unitat política coherent i la seva organització social era semblant al sistema de la polis grega; fins i tot combatien entre ells, encara que amb menys freqüència que els grecs. No existeixen escrits literaris etruscs, i la seva història s'ha de recuperar directament de l'evidència arqueològica, però també molt del que se'n coneix apareix en relats grecs i romans. Titus Livi parla de la societat de la gens etrusca formada per cognats ('consanguinis'), sodales ('companys d'armes') i clients (persones que oferien els seus serveis i esperaven de rebre protecció per part dels seus patrons).

### Grècia i Etrúria
Els etruscs establiren contacte amb Grècia, probablement ja des dels seus orígens, un contacte que es va intensificar quan els grecs van fundar les seves primeres colònies al sud de la península Itàlica, al voltant del 775-750 aC. Van adoptar un alfabet similar al grec i també van incorporar part de la seva mitologia. Pel que fa a l'àmbit material, importaren estris grecs en gran quantitat, sobretot ceràmica. Aquests objectes que s'han trobat en territori etrusc han estat uns bons indicadors per a determinar la cronologia de la seva història. Les inscripcions més antigues en llengua etrusca daten del segle vii aC, i els primers signes estan pintats en les ceràmiques, grafies relacionades sempre amb l'alfabet grec, i adaptades a la llengua local. Les taules trobades dintre dels aixovars funeraris principescs confirmen que eren un signe de distinció social. De fet, la influència grega va ser tan important que la nomenclatura de la història de l'art etrusc és un reflex de la utilitzada per a descriure els períodes corresponents de l'art grec:
- Període vil·lanovià o geomètric: IX-VIII aC
- Període orientalitzant: segle VII aC
- Període arcaic: segle VI a mitjan segle v aC
- Període clàssic: mitjan segle V-IV aC
- Període hel·lenístic: segles III-I aC

També és significatiu que, amb la massiva assimilació de la cultura estrangera, tant els grecs, i després els romans, consideraren els etruscs com un poble perfectament individualitzat. L'estudi de la cultura etrusca es va iniciar durant el Renaixement i va rebre impuls especialment a partir del segle xix. En aquest procés de redescobriment, els historiadors més antics van condemnar moltes vegades la seva escultura, ja que la veien com una mera imitació, sense creativitat, de l'art grec. Aquest posicionament va anar canviant i actualment és considerada com un fenomen clarament original. De tota manera, la distinció entre les escultures gregues a Etrúria i les etrusques pròpiament dites encara és, sovint, molt difícil de determinar. Les influències fenícies, romanes, egípcies i orientals, juntament amb la pèrdua de gran part de la seva producció escultòrica més rellevant, fa que la qüestió sigui encara més complicada.
Tanmateix, quan s'analitza l'escultura etrusca en comparació amb la dels seus veïns, especialment amb la dels grecs, es pot donar lloc a estimacions de valor i de significat tendencioses que impedeixen de copsar-la pels seus valors intrínsecs i més característics. Cal tenir present que, des de la perspectiva històrica, l'escultura grega, especialment la del període clàssic, sovint ha estat considerada com el model ideal de l'escultura d'Occident, una opinió que encara persisteix en els estudis i en la percepció popular. Les comparacions poden tenir un valor per tal de permetre la identificació més eficient de l'especificitat de cada cultura, ja que també, en molts casos, són cultures properes. En els últims anys, la realització de diverses excavacions arqueològiques en llocs encara intactes, i la restauració d'obres capitals que havien estat desfigurades per les intervencions realitzades al segle xix, han aportat una informació més precisa, que ha servit per a una millor comprensió dels aspectes més confusos de la qüestió.

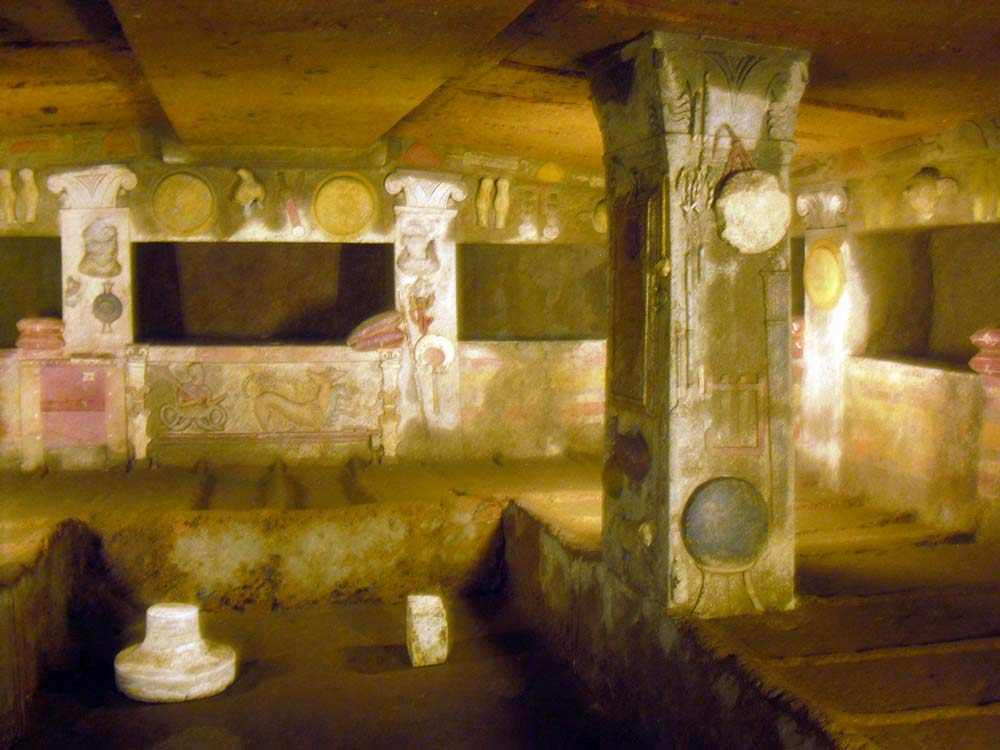
Aspecte de l'interior de la tomba dels Relleus, Cerveteri. Hel·lenística

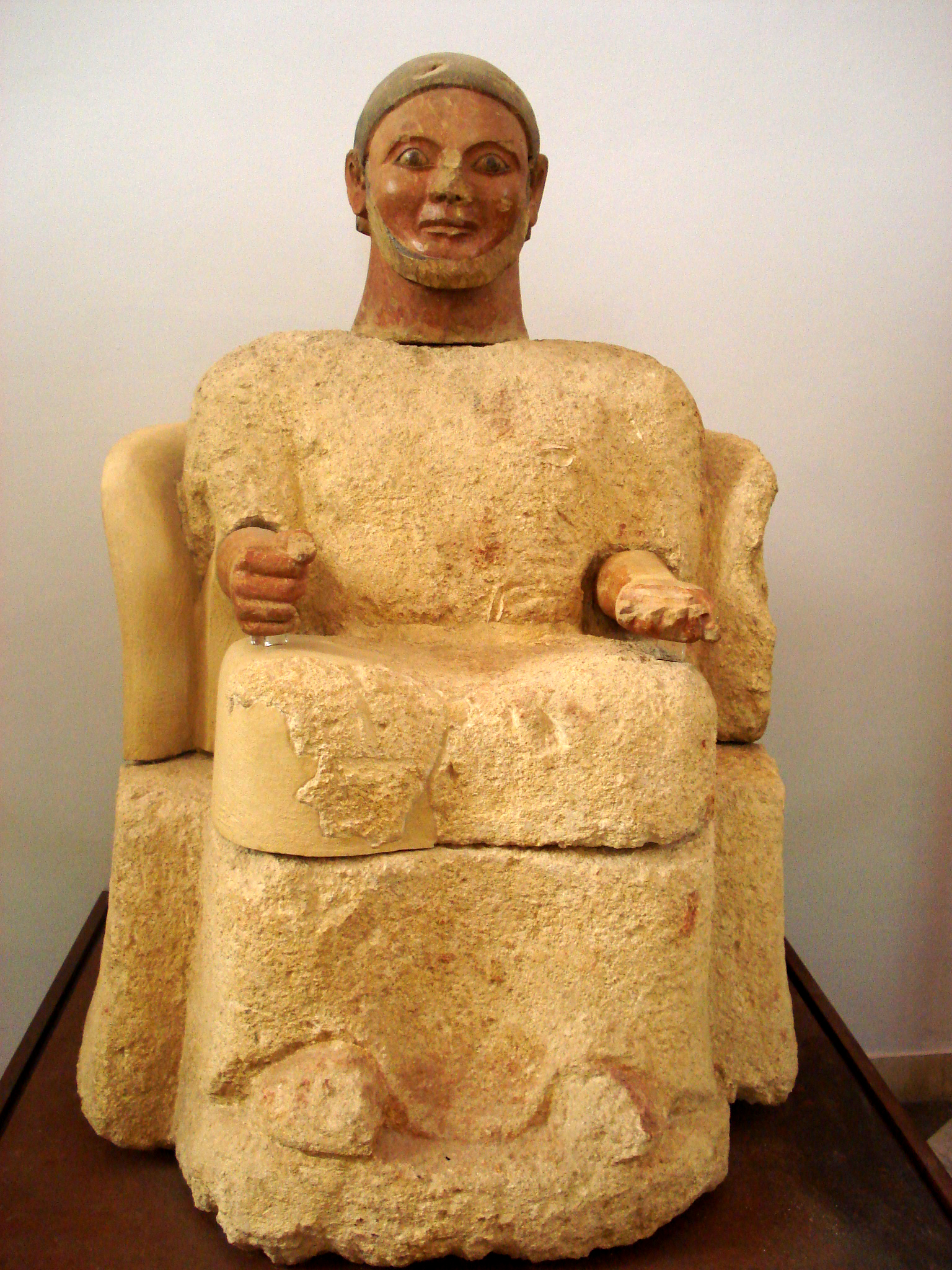
Urna cinerària, terracota, Chiusi. Arcaica

## Tipus d'escultura

### Escultura privada
Un dels trets distintius de l'escultura etrusca és que va servir, principalment, per a la decoració privada i acompanyà també l'activitat religiosa. En el seu període més esplendorós, els etruscs van desenvolupar una elit rica i cultivada, amant de l'art i del luxe. Però, a diferència d'altres pobles de l'antiguitat, sembla que no van tenir interès a enregistrar mitjançant l'art la seva pròpia història, un tipus de registre en el qual es mostressin les virtuts dels ciutadans. Tampoc van crear grans obres de culte dedicades als déus, ni desitjaven adornar les seves ciutats amb grans monuments civils que proclamessin la glòria de la seva civilització. No apareix la figura d'un artista creador o d'unes escoles estilístiques reconegudes pel seu geni característic. El seu art és anònim, col·lectiu, eclèctic i no competitiu. Tan sols es coneix el nom d'un escultor etrusc, Vulca, que va treballar a Roma i allà es va fer famós.
Així doncs, l'escultura etrusca va ser essencialment utilitària, tant en l'àmbit religiós i decoratiu com en el privat. La seva profunda creença en la vida després de la mort els va fer desenvolupar un sistema complex de pràctiques funeràries, l'objectiu de les quals era principalment proporcionar comoditat als morts dins la seva casa sepulcral, i també agradar als déus; per aquest motiu, omplen les tombes d'objectes destinats a facilitar l'estada del mort en l'altra vida. Des del període arcaic, el disseny de les tombes es va realitzar com si fossin veritables cases per als morts; un costum que va tenir continuïtat fins a la seva integració en la cultura romana, amb les corresponents variacions d'acord amb l'època, la regió i la classe social del mort. En determinades fases de la història, les tombes dels personatges més importants van arribar a ser extraordinàriament riques.

### Escultura religiosa
La religió també va determinar les preferències per un determinat tipus d'escultura present a les tombes, com exvots i petites estàtues dels déus, a més a més de les figures esculpides dels morts a les urnes funeràries i als sarcòfags. L'estatuària vinculada als contexts fúnebres és, de molt, la producció etrusca més abundant. Altres tipologies en són també importants, associades també a la religió, com la d'una parella abraçada, i diverses estatuetes, amulets i relleus que mostren imatges d'un fort caràcter sexual, usades en una àmplia varietat de pràctiques i rituals de conjurs. També apareixien, amb freqüència, escenes de sacrificis humans, que mostren uns detalls realistes molt impactants; hi era especialment habitual el tema del sacrifici d'Ifigènia. Les imatges, possiblement, no reflectien sacrificis reals, sinó que els substituïen d'una manera simbòlica. Un altre tema recurrent és la representació figurativa dels diversos mites tant locals com grecs, i se centraven sobretot en escenes de batalles violentes. Però, mentre que els grecs van crear moltes imatges de déus i divinitzaven també les virtuts abstractes, els etruscs les van abordar de manera molt menys concreta; existeixen diverses imatges de les quals es desconeix si representen alguna divinitat local.

### Escultura decorativa
Pel que fa a la nuesa com a tema, els etruscs tenien un enfocament molt diferent del dels grecs. Mentre que els grecs la usaven àmpliament, els etruscs l'evitaven, i són escassos els exemples trobats en els quals mostren els cossos nus. D'altra banda, foren innovadors en el tema de la mare que alleta l'infant amb el pit exposat, fet que no té precedent dins l'art grec. Aquesta temàtica, amb l'adveniment del cristianisme, seria un antecessor directe d'una variació de la versió fèrtil de la Mare de Déu, la Virgo lactans.
Pel que fa als seus cànons estilístics, Cunningham i Reich opinen que els etruscs, com els grecs, no estaven preocupats a realitzar unes reflexions profundes sobre les associacions entre l'art i l'ètica, o la comprensió de com funciona el cos en una representació artística; la seva atenció es dirigia més cap als efectes immediats de les figures. Prova d'això és l'existència d'innombrables figures distorsionades, esquemàtiques o desproporcionades, sovint amb un acabat rudimentari, que s'acosta més al caràcter de la caricatura, i que ressalta els trets individuals sense cap mena d'idealisme. Per als grups decoratius de les façanes dels temples i d'alguns edificis privats, la seva composició no era un complement lògic de la forma de l'edifici, sinó una addició lliure decorativa, amb independència de la cohesió arquitectònica que pogués tenir. Aquests grups són el gènere més típic i original de l'escultura etrusca monumental. Finalment, es pot assenyalar que la visió de l'escultura etrusca com un tot homogeni és errònia. Hi ha importants variacions, tant regionals com temporals, d'acord amb les successives etapes d'existència.

## Períodes

### Vil·lanovià

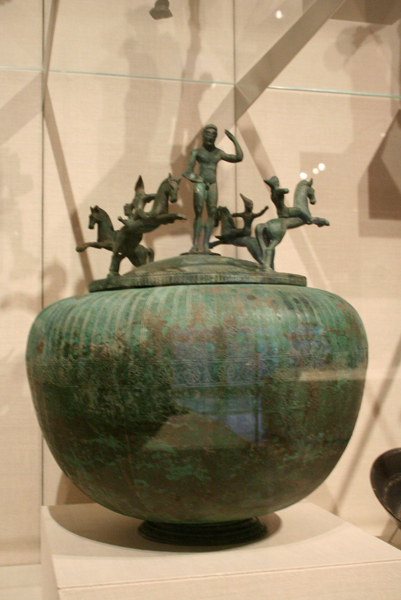
Gerro amb figueretes de bronze, Volci o Bisenzio

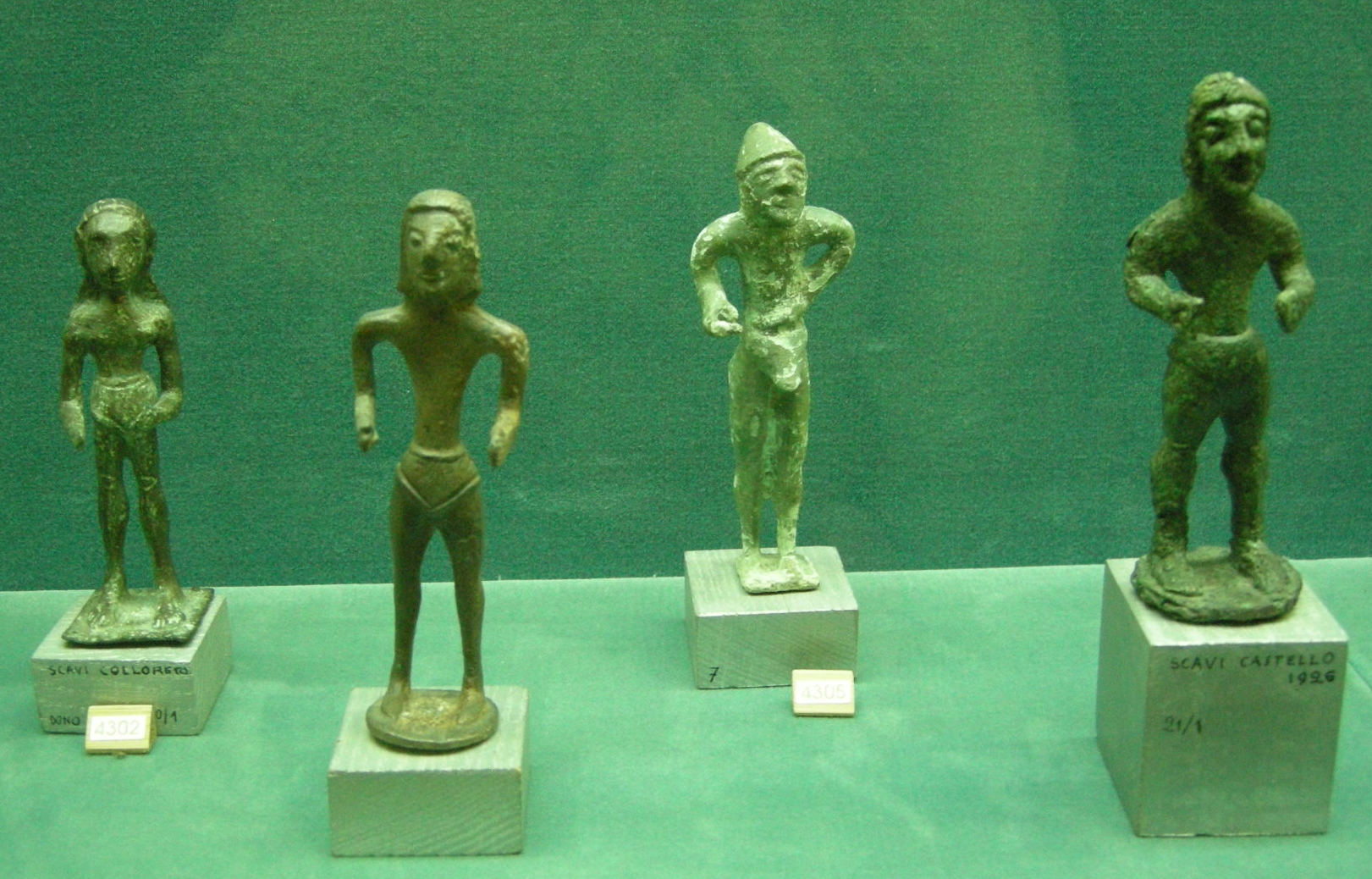
Estatuetes de bronze, Vil·lanovià/orientalitzant

El període de cultura de Villanova, de vegades anomenat geomètric, va ser el preludi de la formació de la civilització etrusca. El seu nom és el mateix que el d'un important jaciment arqueològic a Villanova de Castenaso, descobert l'any 1853 per Giovanni Gozzadini, a prop de Bolonya. Es caracteritza pel ritu funerari de la cremació i presenta la col·locació de restes òssies en vasos cineraris bicònics. El període es va caracteritzar per l'expansió i refinament de la metal·lúrgia i per un art que emprava sovint motius geomètrics simples disposats en patrons complexos, heretats de la cultura anterior que es va desenvolupar en aquesta zona, i en part també dels grecs; aquests motius romandrien presents en l'art etrusc més o menys fins als temps històrics. La tradició local anterior, l'anomenada cultura protovil·lanoviana, sembla haver influït en el costum d'afegir petits elements escultòrics als vasos i urnes funeràries, mentre que l'element grec es manifesta en la creació de diminutes figures d'animals de bronze, que bàsicament imiten els dissenys trobats als vasos. Volci va ser probablement el primer centre a tenir una tradició artística típicament etrusca, que es manifesta en formes d'atuells i calders amb petits grups de figures humanes i animals a les tapadores, i són les primeres representacions humanes de l'art italià. Però, en aquesta etapa, no es pot determinar si es refereixen a personatges mitològics, ja que solament es pot identificar amb una certa seguretat a partir de finals d'aquest període.
La producció artística vil·lanoviana sembla haver estat abundant, però n'hi ha poques restes escultòriques. Els objectes recuperats pels arqueòlegs s'han trobat en contexts funeraris dintre de les tombes on van ser dipositades les urnes que contenien diversos objectes. Són de petites dimensions i en la seva majoria són objectes utilitaris de bronze, com arnesos per als cavalls, cascs, puntes de fletxa i llances, càntirs, braçalets, collarets, així com calderons i paelles, i altres estris la identitat dels quals és dubtosa, junt amb recipients de ceràmica de tota mena d'atuells, gerres i plats. Molts d'aquests objectes són clarament d'origen oriental, la qual cosa indica l'existència d'un actiu comerç amb regions distants. Els prínceps etruscs imitaven els sobirans neoassiris i, amb la compra de béns de luxe, establien el seu poder davant la seva comunitat. La gran demanda que se'n va produir va fer que fos necessària la creació de tallers locals on es desenvolupaven les iconografies del món grec oriental, es produïen figures antropomorfes, molt estilitzades, però malgrat la seva forma esquemàtica l'efecte era de gran vivacitat.

### Orientalitzant
A la fi del segle viii aC, el nombre de peces trobades a les tombes de tipologia oriental és tan gran que tot el període va ser anomenat orientalitzant. És quan el comerç amb els grecs i els fenicis s'intensifica i també se'n tornen els principals socis comercials; augmenta la circulació de mercaderies amb una gran varietat de procedència, a fi de satisfer els desigs d'una elit que ja s'havia organitzat, enriquit i ennoblit. Les principals ciutats de l'època, Volci, Tarquínia, Cerveteri i Veïs, es converteixen en els principals centres comercials, i el més gran nombre de restes d'escultures es van trobar, novament, en tombes subterrànies. Durant aquest període, les tombes es van fer més grans i més complexes, amb diverses cambres, passadissos i una gran coberta voltada a la part superior, formada amb anells concèntrics de blocs que avançaven gradualment, de vegades amb una pilastra central que contribuïa a sostenir la coberta. Els enterraments eren sovint de luxe, incloent-hi una profusió d'objectes decoratius i sagrats; els prínceps guerrers invertien a comprar béns sumptuaris a semblança de les pompes i tipologies orientals. Descomptant els que evidentment són d'origen asiàtic, els objectes etruscs no són gaire diferents dels grecs.
Els motius decoratius, com les fulles de palmera, el lotus i el lleó, hi esdevenen freqüents, i en són bons exemples, així com els braçalets i penjolls amb figures de lleons d'ivori trobats a Tívoli, una placa d'argent en relleu que representa la «Senyora de les feres», d'origen incert, i els escuts de bronze de gran mida, que s'utilitzaven per a penjar a les tombes, especialment les de Cerveteri, decorats amb relleus en un estil que recorda els patrons geomètrics de la cultura de Villanova, però que inclouen altres elements orientals. En la ceràmica, la novetat era la imitació de les formes fins ara reservades al bronze, que donen una nova audàcia al modelatge de les «figures d'embalum» complet i en accessoris escultòrics com els vasos. De particular interès són els petits aríbals amb forma d'animals, usats per a emmagatzemar perfums, amb d'altres amb adorns complexos, són els bucchero, que també poden ser catalogats com a escultura i les urnes canòpiques amb cobertes amb figures antropomòrfiques, que podien tenir grans dimensions i estar entronitzades. Es fa notar, en aquesta fase, el desenvolupament de l'art de la joieria, ricament ornamentada, de la qual existeixen exemples que poden comparar-se de manera efectiva a escultures en miniatura.
Els mites grecs ja apareixien amb freqüència en les representacions orientalistes, però és possible que haguessin estat interpretats en correspondència amb les tradicions religioses locals. Va ser durant el període oriental que van sorgir les primeres estàtues de culte etrusques, una tipologia religiosa diferent de les estatuetes votives que ja es veien a la fase anterior. Algunes són identificables fàcilment des dels seus models grecs, però d'altres són adaptacions locals, que requereixen la interpretació dels estudiosos per ser identificades. Com a exemple, n'hi ha les estàtues d'un «Déu llançant un raig», que podria tractar-se de Zeus, però en el cas de les figures etrusques són representacions de personatges joves i sense barba, cosa que es complica més quan sabem que, segons relata Plini el Vell, en la religió etrusca existien almenys nou déus amb l'atribut del raig. Al final del període, la seva producció artística ja havia aconseguit de formular una estètica que superava de manera conscient la mera imitació dels models estrangers, i la seva habilitat amb els metalls preciosos i bronze va arribar a ser coneguda més enllà de les seves fronteres.
- Aríbal amb forma de conill, terracota
- Calderó amb caps de lleó, bronze
- Vas tipus bucchero, de terracota

### Arcaic
La importació de l'estil arcaic de Grècia va ser natural; tenint en compte la continuïtat dels forts vincles comercials i culturals que unien tots dos pobles, va afavorir el procés el fet que, al 548-547 aC, els perses van conquerir Jònia, i provocaren la fugida de molts grecs i asiàtics de l'Àsia Menor cap a Itàlia, i sent molts d'ells artistes, van aportar una nova estètica a la construcció de la figura humana amb línies estilitzades, però també naturalistes, i se n'aventuraven a la realització en grans dimensions. Els tipus de producció arcaica grega es desenvolupaven seguint les normes essencialment idealistes, fixant tipus definits que il·lustraven plàsticament els conceptes ètics i morals, però no van trobar una imitació exacta entre els etruscs, ja que ells realitzaven la forma del cos humà en un perfil molt més descriptiu, i de fet, fent imatges quasi com retrats, quan entre els grecs tota la idiosincràsia personal havia estat abolida en les imatges. Una altra diferència és que la figura masculina, encara que era molt similar a la del kouros grec, en el cas etrusc, acostumava a vestir-se, i els patrons de les seves vestidures tenien relació amb la roba de les femenines kore. A més a més, tenien un gust especial per a l'ornament: van introduir molts detalls decoratius nous, i usaven un més gran nombre de personatges en les escenes de grups que els seus models grecs. I per a augmentar les diferències, el material d'elecció, per regla general, era la terracota; els artistes etruscs van preferir la coroplàstia, que és on van realitzar les seves obres més perfectes; van emprar també la pedra, encara que mai amb l'originalitat i frescor que aconseguien amb l'argila, i van ignorar el marbre. Un dels exemples més coneguts d'estàtua exempta d'aquesta fase, possiblement és una escultura de culte, és l'Apol·lo de Veïs, actualment al Museu Nacional Etrusc de Vil·la Giulia.

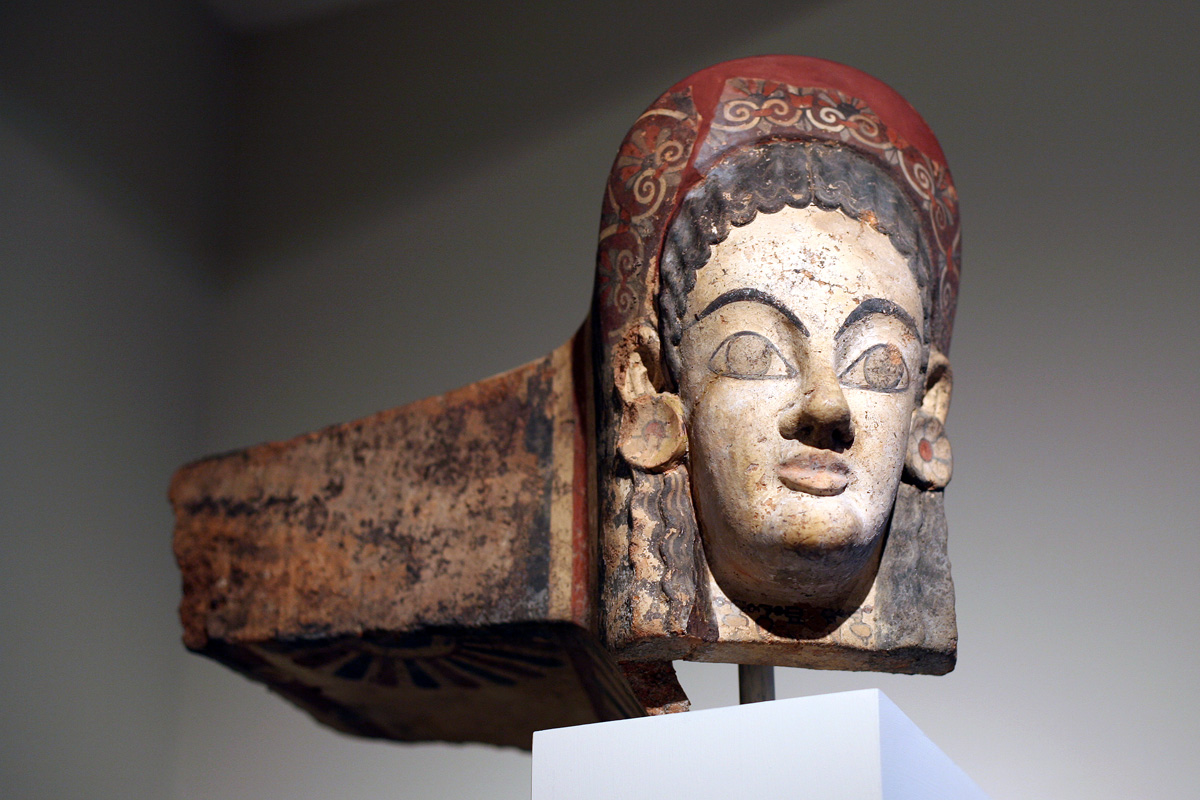
Antefixa de terracota policromada, Metropolitan Museum of Art

Durant aquest període, es van fer importants canvis en l'art de l'escultura, pel que s'ha exposat, i també a causa de canvis en l'àmbit de l'arquitectura i la religió. La fusió de les mitologies etrusca i grega va tenir com a conseqüència un acostament a les formes de culte. La forma del temple etrusc, que abans diferia poc d'una casa comuna, es va modificar i ampliar, i es tornà similar al temple grec. Una vegada més, l'assimilació no va ser literal, i s'observa en la utilització de materials alternatius per a la construcció, que mostren diferents divisions en els espais de l'edifici, en la distribució i disseny de columnes i en l'ús de molts detalls decoratius en terracota policromada, com ara frisos, acroteris, antefixes i plaques amb escenes narratives o amb motius ornamentals diversos. La decoració dels temples principals -més petits que els grecs, però més decorats- es coronava amb un gran grup escultòric en alt relleu al frontó, també en terracota, tipologia que es va consolidar a mitjan segle vi aC com un dels més típics i originals gèneres d'escultura monumental etrusca. Grans exemples d'aquesta nova tendència són el grup del temple A, a Pyrgi i un altre a Veïs. Es van produir canvis similars en la construcció de les tombes, fent-les més complexes i més grans, amb diverses habitacions decorades en correspondència amb les seves funcions, com si fossin cases, i decorades amb elements escultòrics, com ara pedestals, columnes, capitells, i relleus de diversos tipus.
Des d'aquesta època, és freqüent la representació de l'escena del «banquet» en què, a diferència de la tradició grega, les dones hi participaven, i eren representades tombades al costat dels seus marits, i es mostren així en els aixovars fúnebres i en algunes urnes de Chiusi que reprodueixen aquest tipus de banquets, tant en la pintura dels murs com en els relleus de les urnes. Es va iniciar així el desenvolupament d'un nou tipus d'urna de sepultura, amb les dimensions d'un sarcòfag per als cossos que no eren incinerats, sinó enterrats. Consistia en una caixa decorada amb relleus als laterals i coberta amb una tapa on es representa els morts en una posició recolzada, com si fossin en un banquet. Algunes vegades representaven parelles, com el cèlebre sarcòfag dels Esposos del Museu Nacional Etrusc de Vil·la Giulia. Les figures dels morts, tanmateix, no eren retrats, sinó tipus genèrics. És possible que aquest gènere estigués inspirat en la tradició cartaginesa de sepulcre, que es va fusionar amb el model egipci amb tapa en forma de mòmia i l'oriental en forma de caixa. El model de sarcòfag etrusc s'utilitzaria molt més tard a Roma, i s'estengué sobre una gran àrea mediterrània.

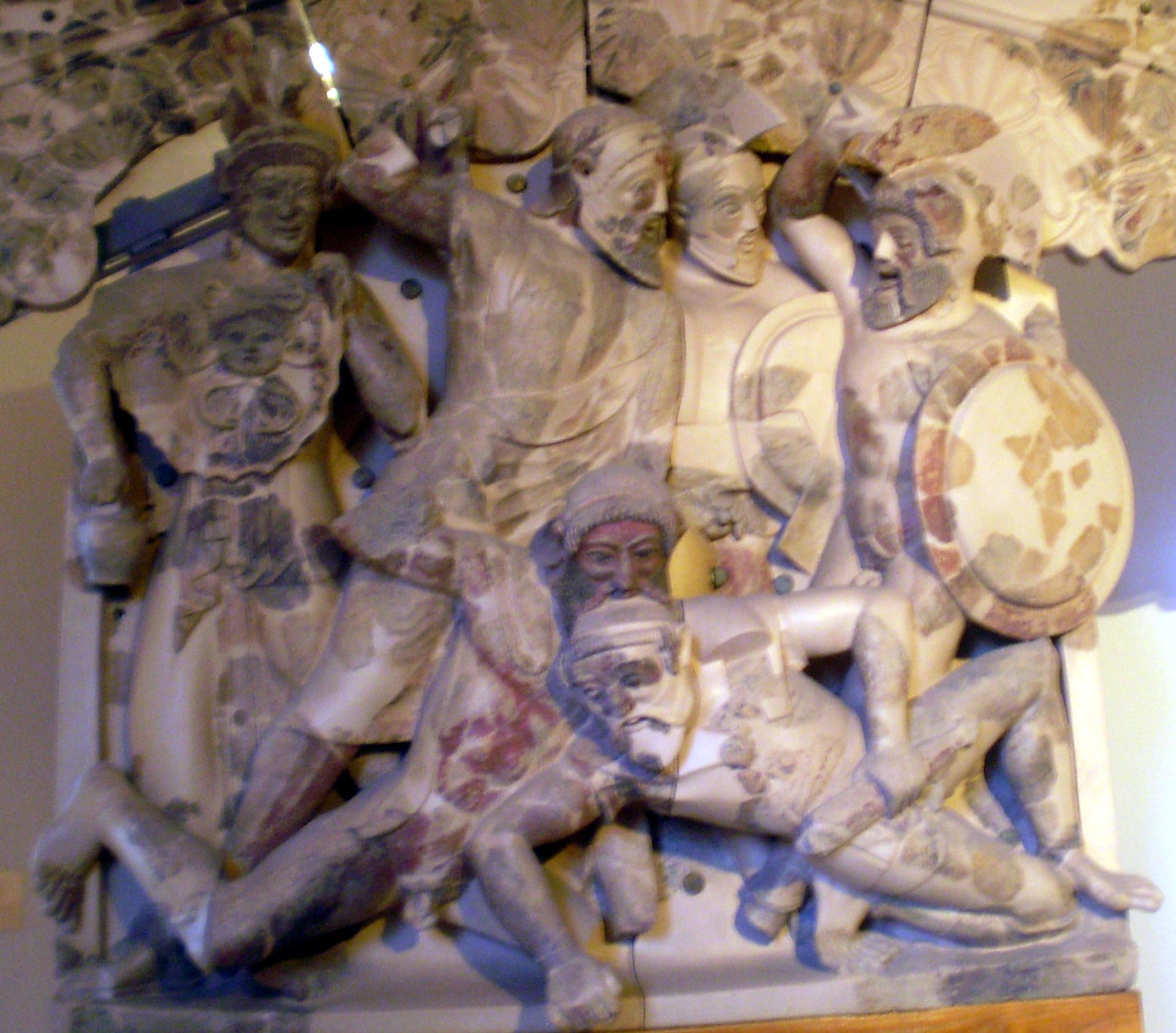
Grup amb escena mitològica, terracota, Pyrgi
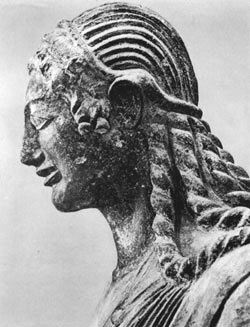
Apol·lo de Veïs, terracota, Veïs
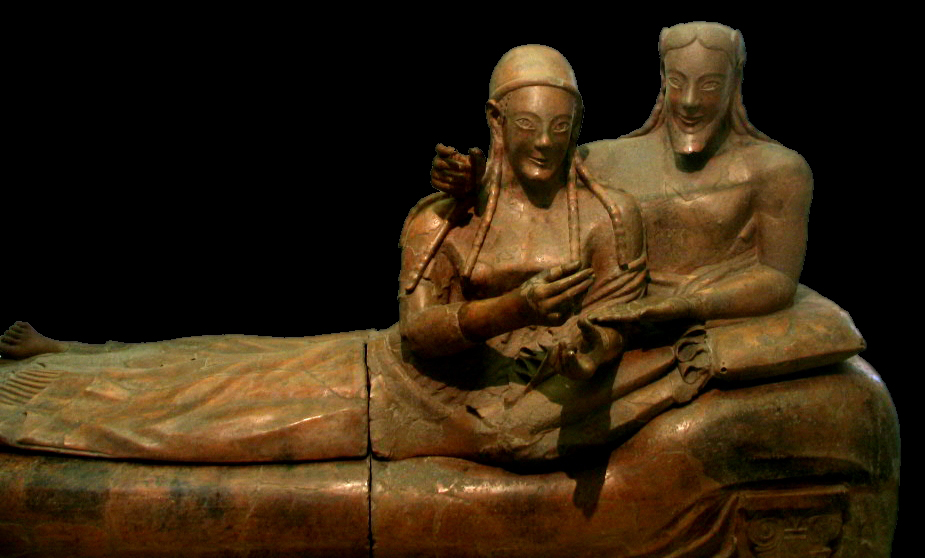
Sarcòfag dels esposos, terracota, Caere
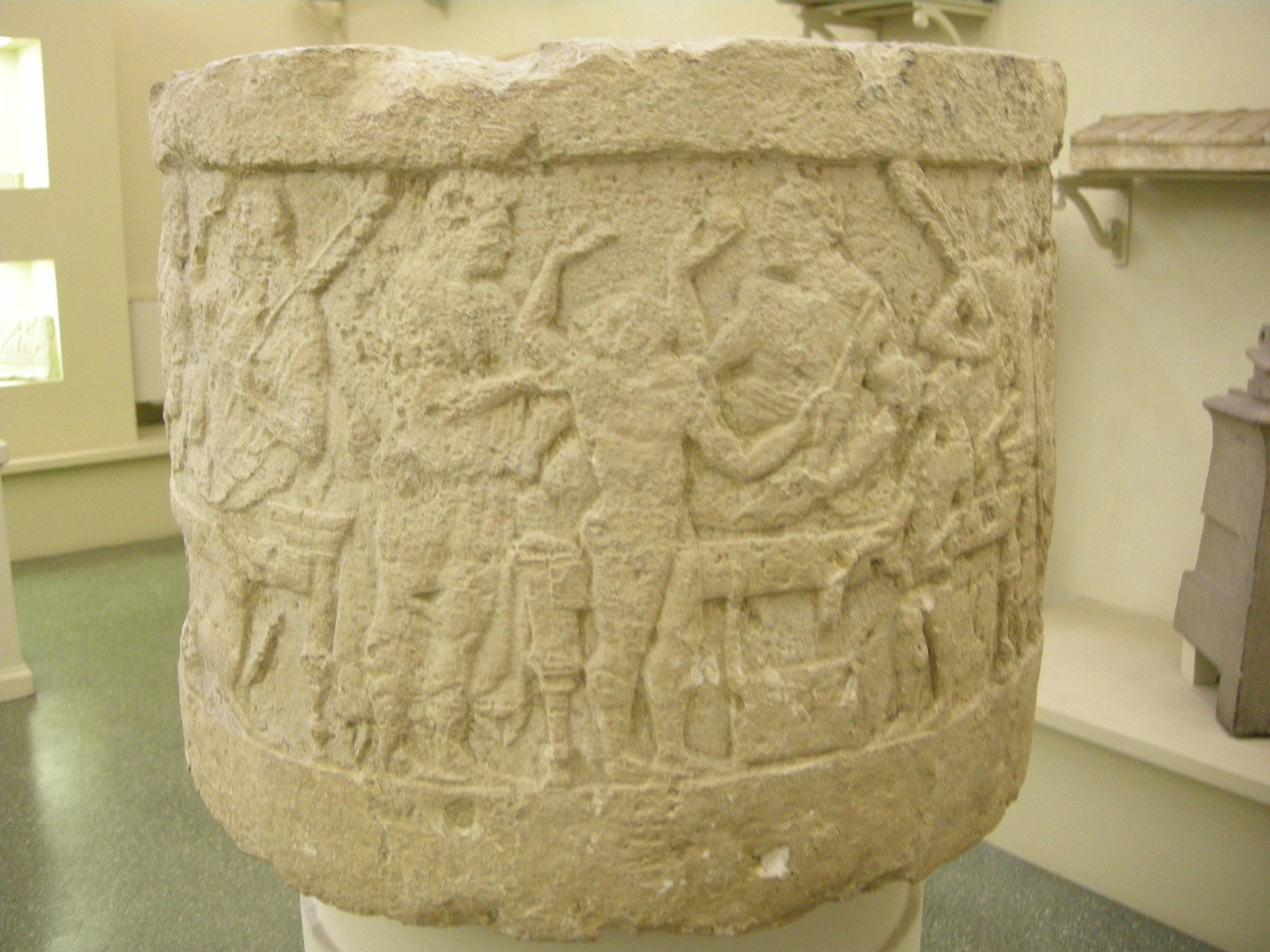
Escena de banquet, pedra calcària, Chiusi
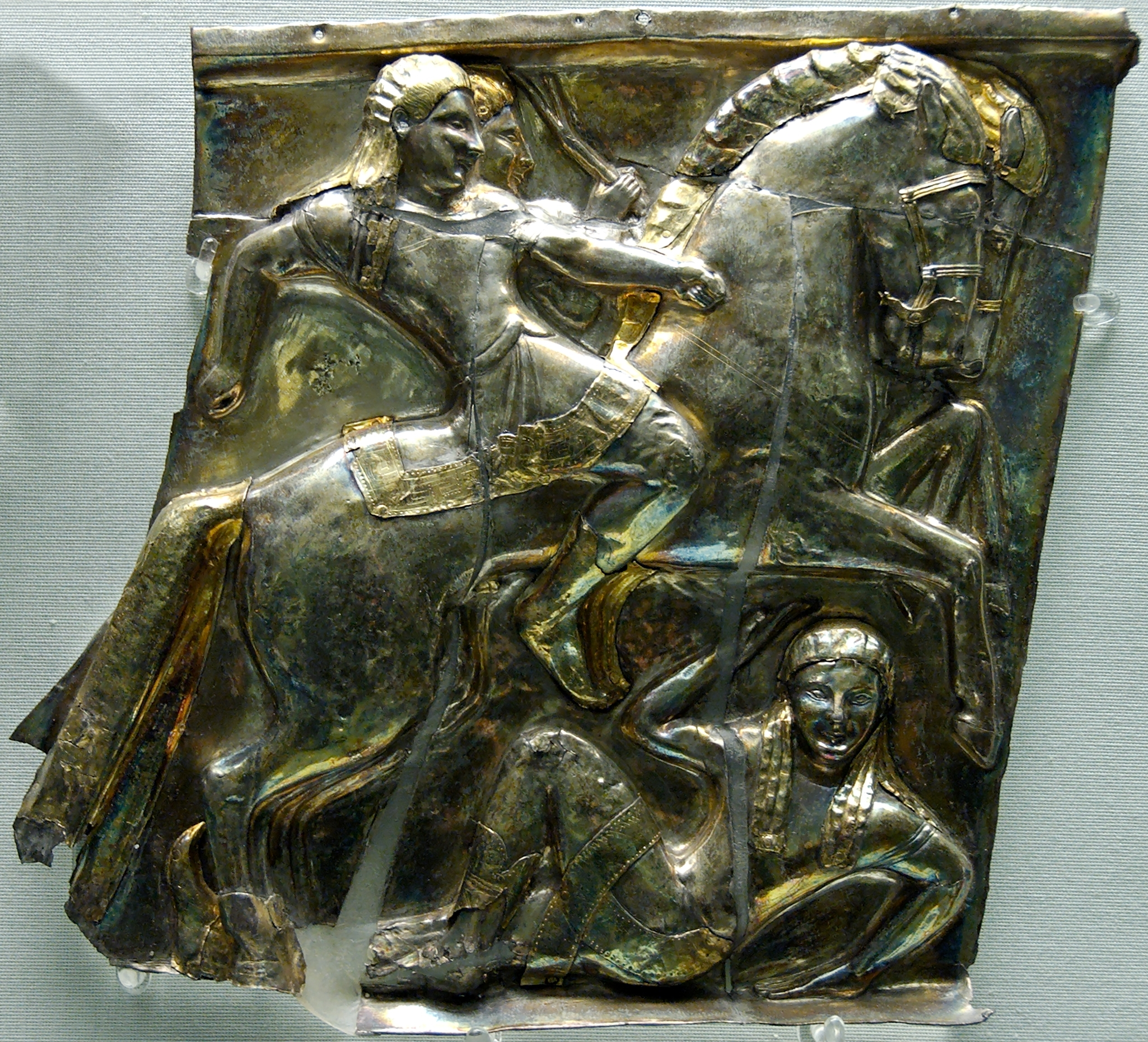
Escena mitològica, argent repussat, castell de San Marino
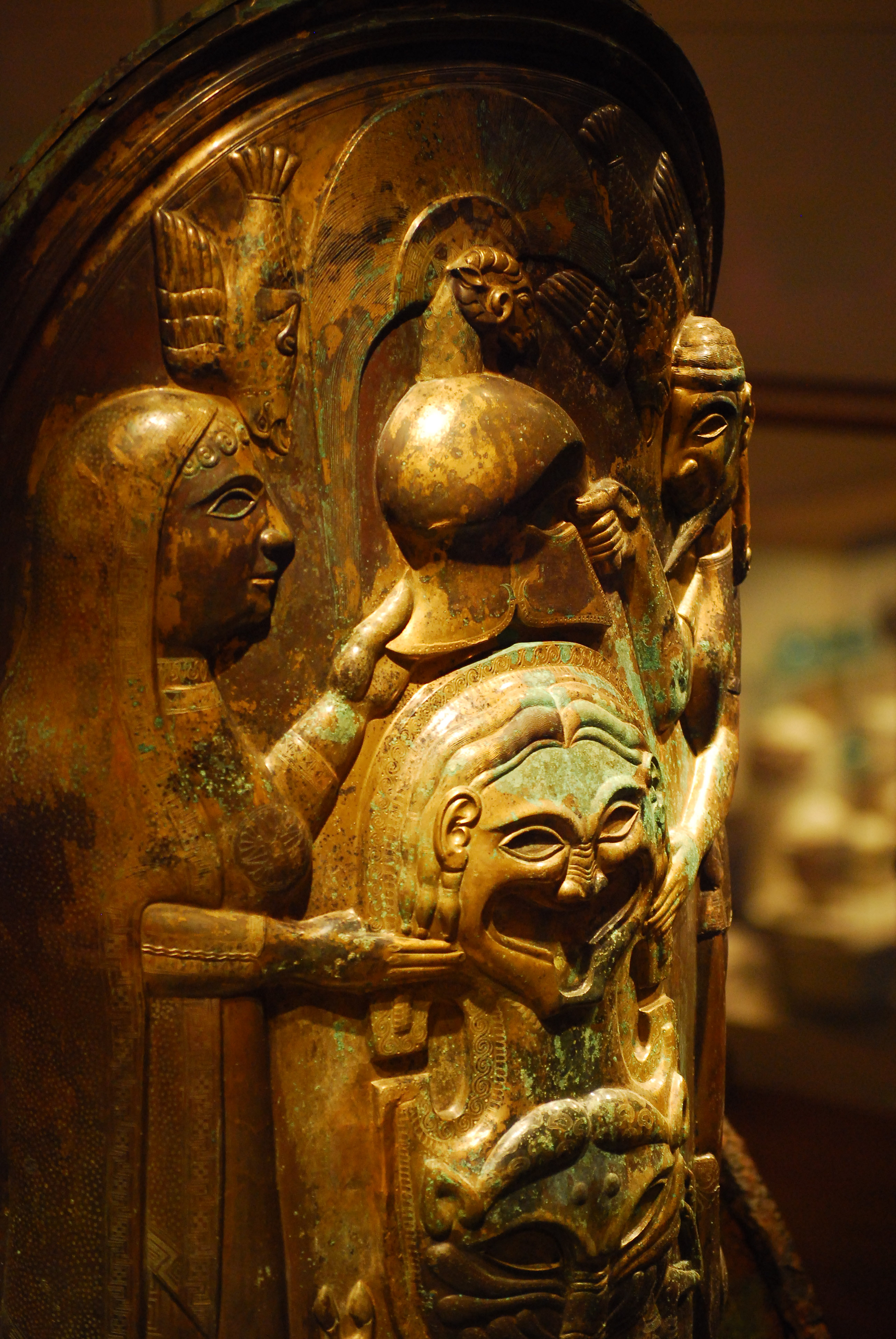
Detall de carruatge de Monteleone, Brufa
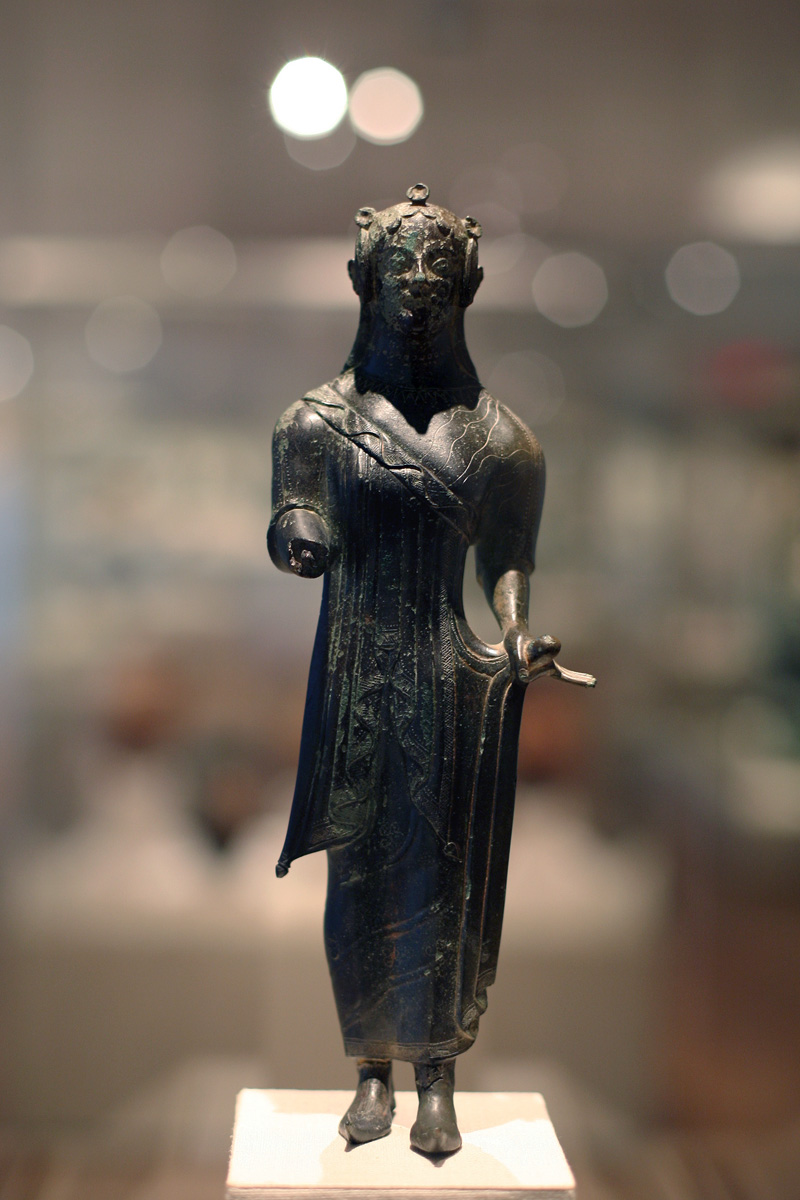
Estàtua votiva, bronze, Chiusi
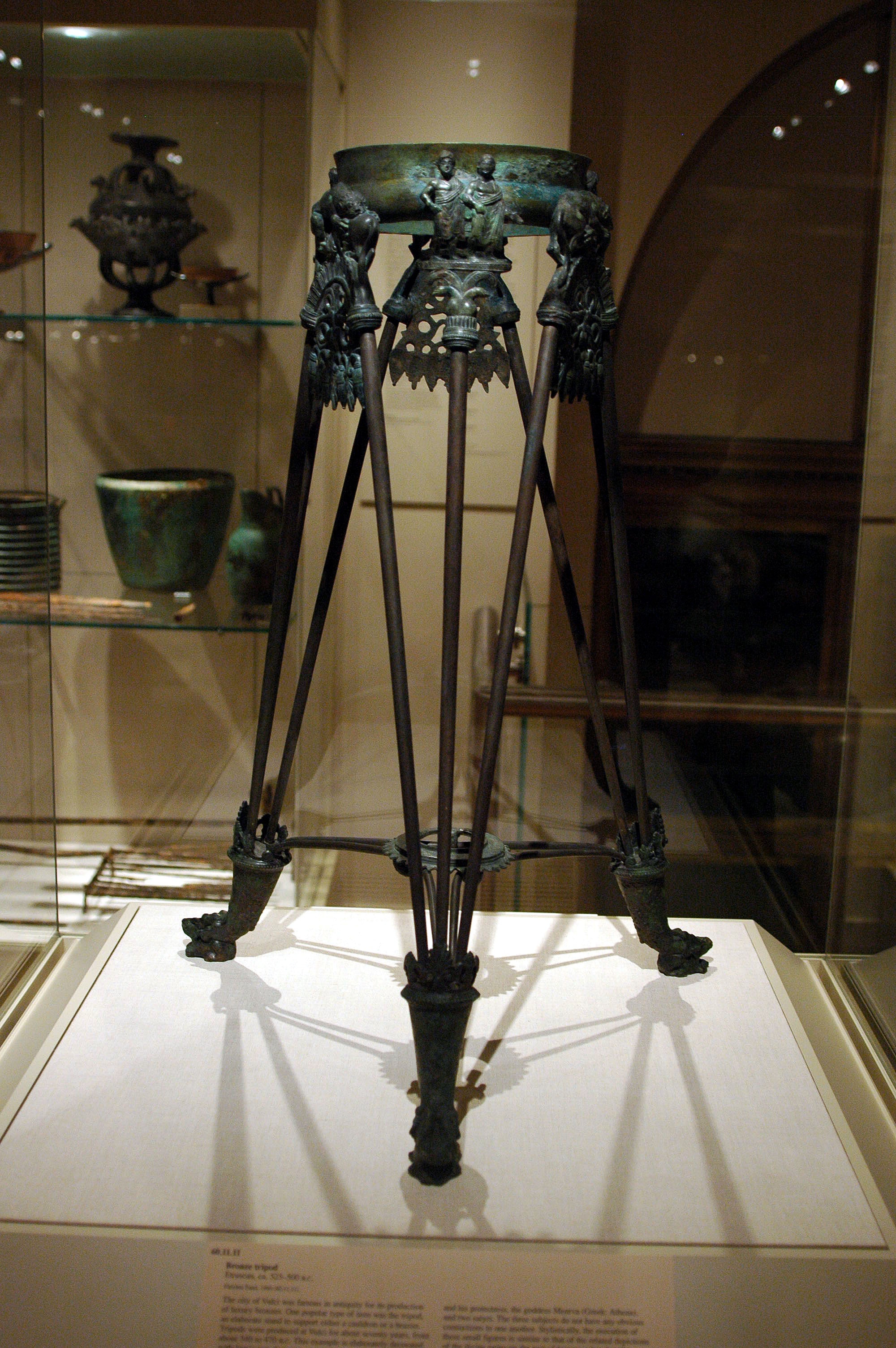
Trípode, bronze, Volci

### Clàssic
L'estil arcaic va continuar el seu predomini en l'antiga Etrúria, mentre que a Grècia el cànon clàssic preval als segles V-IV aC. De fet, va ser pràcticament ignorat entre els etruscs. Pallottino justifica aquesta diferència dient que la cultura clàssica grega es trobava en aquest moment, per diverses raons, més centrada en Atenes i en el Peloponès, i d'alguna manera havia blocat la influència de la seva radiació a les regions veïnes. Nancy Grummond descriu aquesta fase com a neutra, que va donar lloc a solament unes poques obres importants, el Mart de Todi, que està a prop del cànon de Policlet, la famosa Quimera d'Arezzo, que té una influència clàssica, però encara conserva vestigis arcaics, el bust de Brutus (de vegades considerat obra romana), i decoracions arquitectòniques a Orvieto i Faleria, però sempre recordant que l'anàlisi es fa a partir de les restes existents i podrien haver-hi hagut importants pèrdues, el coneixement de les quals portaria a altres conclusions. Encara que estranys, aquests exemples mostren un gran mestratge en la construcció de la forma i la tècnica de la fosa, i es consideren obres mestres. Després de la caiguda de Veïs al 396 aC, sota els romans, els centres de producció més actius van passar a estar a Chiusi, Faleria i Bolsena, seu d'un dels santuaris etruscs més importants.
L'escultura clàssica grega va continuar mostrant gran preocupació idealista com en la fase arcaica, però ara amb una notable capacitat per a imitar l'anatomia de cossos reals, i mostrant una combinació entre l'ideal i el natural en les figures humanes, dotant-les d'un caràcter intemporal, arquetípic i exaltat, també quan es tractava de déus. Tanmateix, els etruscs van refermar la seva originalitat preferint un nivell més proper al natural i ornamental. La seva desviació del cànon estranger no pot ser explicada per una suposada incomprensió del model, ja que l'elit etrusca estava lluny de ser ignorant i els artistes havien demostrat una alta capacitat tècnica, però es pot explicar perquè els etruscs tenien objectius diferents de l'art. Comprendre aquestes diferències és particularment rellevant per a l'estudi del període clàssic etrusc, a causa de la gran quantitat de figures mitològiques que han sobreviscut.
En el cas dels sarcòfags, hi ha una preocupació lleugerament més gran per descriure amb més aproximació la fisonomia dels morts, encara que difícilment es poden considerar veritables retrats. Les figures es presenten amb més varietat de formes, i hi apareixen també com a persones dorments. Proliferen paral·lelament les estatuetes votives de déus i exvots en forma de cap, que s'han conservat en gran nombre, però que encara no han estat prou estudiats.
- Bust de Brutus, bronze
- La Quimera d'Arezzo, bronze
- Cavalls alats de Tarquinia, terracota
- Estatueta d'Apol·lo, bronze

### Hel·lenístic
La fase hel·lenística és una de les més difícils de descriure. En aquest moment, l'Imperi etrusc estava en declivi, amenaçat pels seus veïns, especialment els romans, que anaven conquerint d'una en una les ciutats etrusques. Del xoc de les dues cultures es va iniciar un procés de fusió. Canviaven les seves estructures socials, posant èmfasi en el govern militar i la formació d'una nova aristocràcia amb l'assimilació dels plebeus enriquits. La religió i els costums funeraris eren cada vegada més senzills, ja que no es realitzaven tombes decorades amb el luxe de les fases anteriors, ni amb tants objectes o accessoris, cosa que suggereix que els interessos de la societat s'estaven bolcant més a la vida present que a la d'ultratomba, tant més perquè començaven a predominar-hi visions pessimistes respecte del futur del seu poble. En canvi, es va reprendre el contacte amb Grècia, que ja treballava sota l'eclecticisme hel·lenístic.
Els sarcòfags i urnes encara continuaven sent peces molt decorades, però les escultures dels morts van passar a ser més esquemàtiques i genèriques. Encara que el repertori formal va continuar sent variat prop del segle ii aC, els models estaven establerts, sense que n'apareguessin de nous, així com el tipus de demanda va conduir a la fabricació en sèrie, a partir d'un mateix motlle (en terracota) o d'un mateix model (en pedra), amb un fort descens de peces individualitzades. El mateix va succeir amb les peces de caps i petites estàtues votives: la seva qualitat també va tendir a decaure, possiblement a causa de la producció intensiva dels motlles de segona o tercera generació i la renúncia al treball manual després del modelatge, que en etapes anteriors afegien refinats detalls, i donaven més individualitat a les peces, corregint-ne els defectes tècnics. Les urnes van ser produïdes principalment a Chiusi, Volterra i Perusa, mentre que els sarcòfags provenien de Viterbo i Tarquínia. Les tombes més importants en aquest període es troben a la regió de Tarquínia, Toscana, Perusa i Sorano.
El gènere dels grups arquitectònics tendeix a ser més poblat de figures, disposat en seccions que alternaven gran moviment i violència amb d'altres d'un ambient més pacífic, i utilitzant recursos eclèctics, de diverses fonts, també recuperats de l'arcaic. Exemples importants d'aquesta fase són els grups del frontó de Telamó de Luni. És també famós L'orador, una estàtua en bronze exempta. Al segle i aC, la qualitat de les obres en general s'havia tornat molt pobra i tota la producció originària etrusca havia sucumbit a la influència romana, i la seva tradició de l'escultura havia arribat a la fi. Els etruscs van aconseguir la ciutadania romana a començaments del segle I i el seu territori, segons la subdivisió en onze regions del territori italià per part de l'emperador August, va entrar a formar part de la VII regió, encara que conservà el nom d'Etrúria.

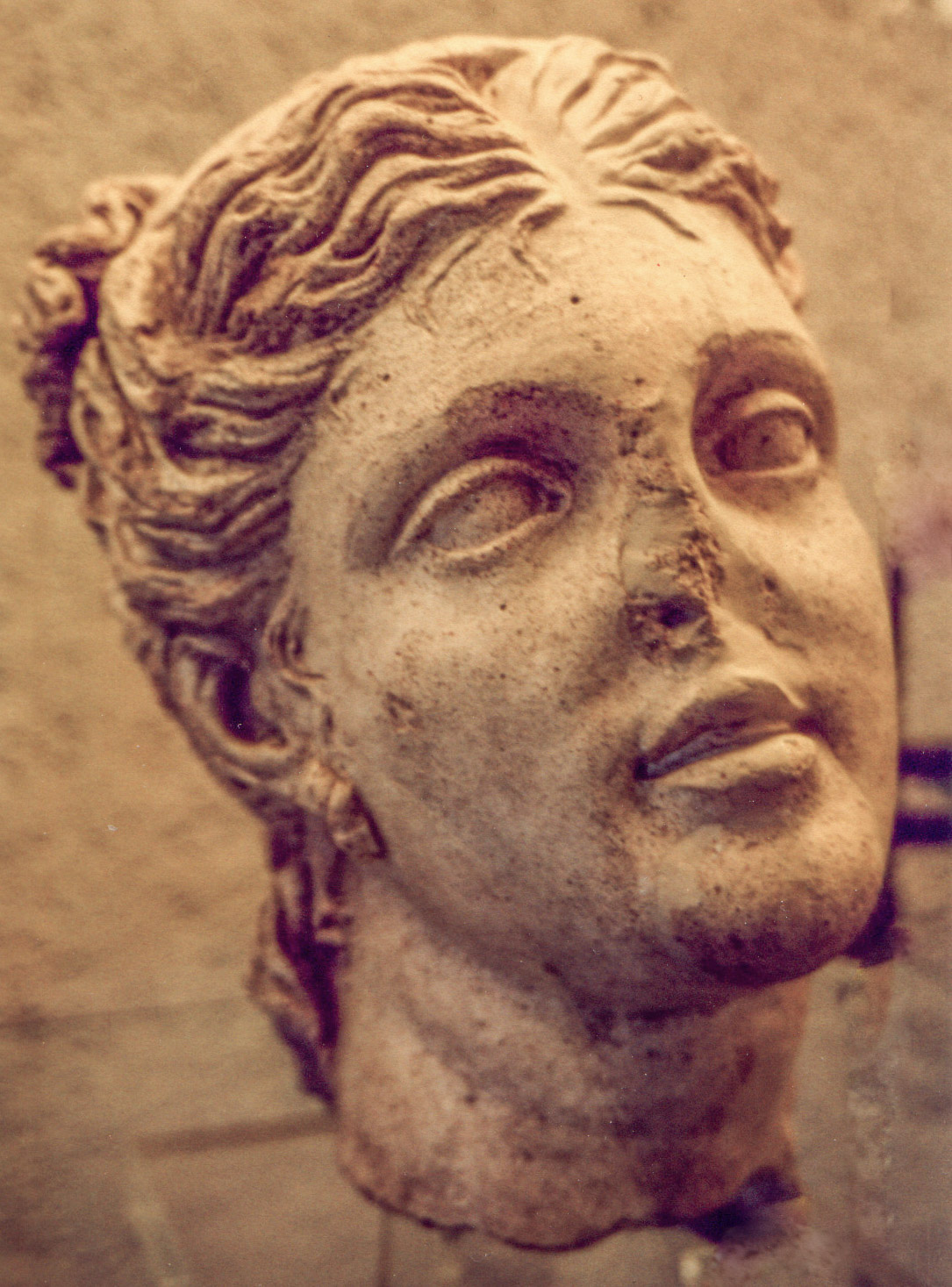
Cap femení, terracota, Volci
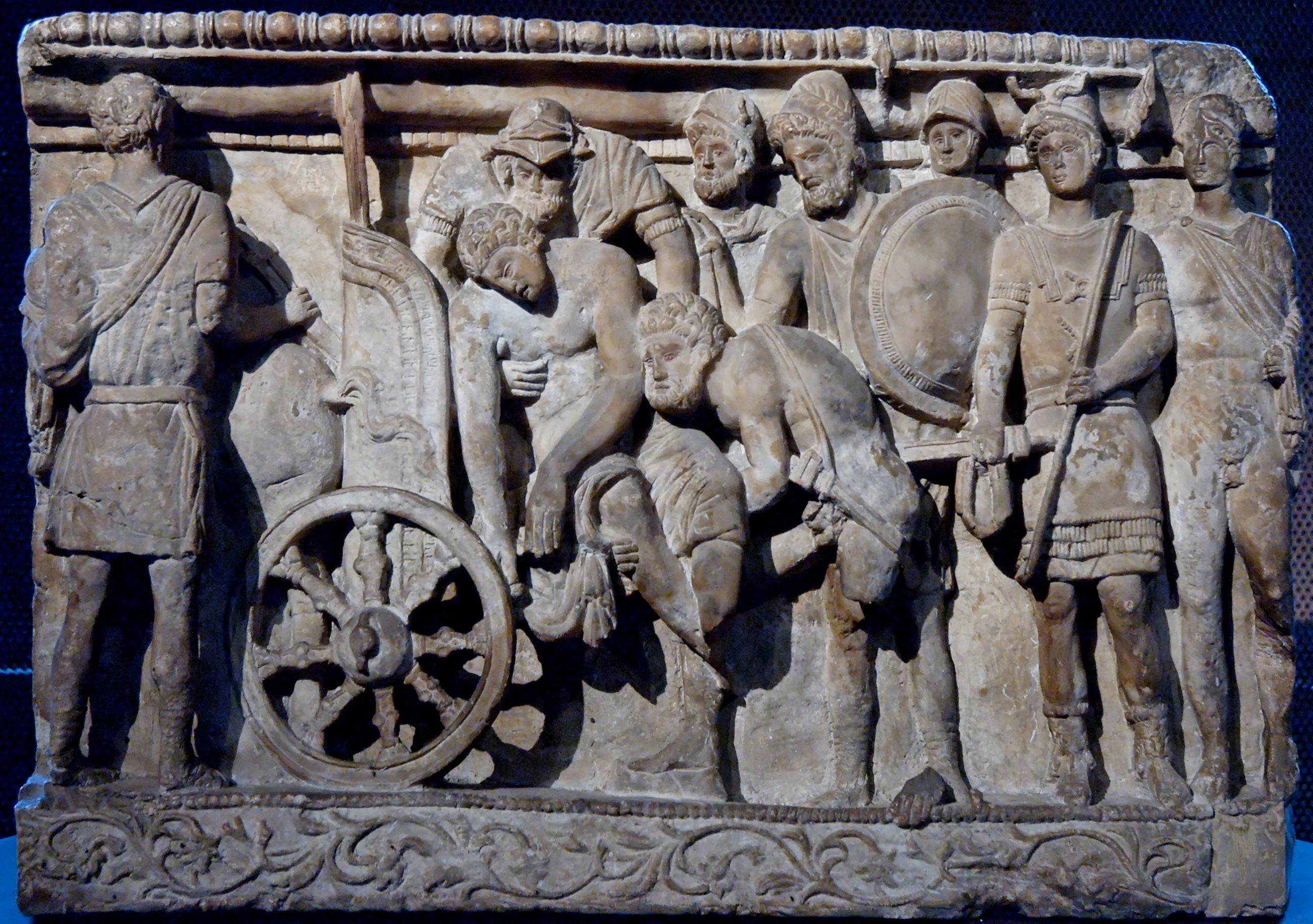
Menelau i Meríones aixequen el cos de Pàtrocle, com mana Ulisses, alabastre, Volterra
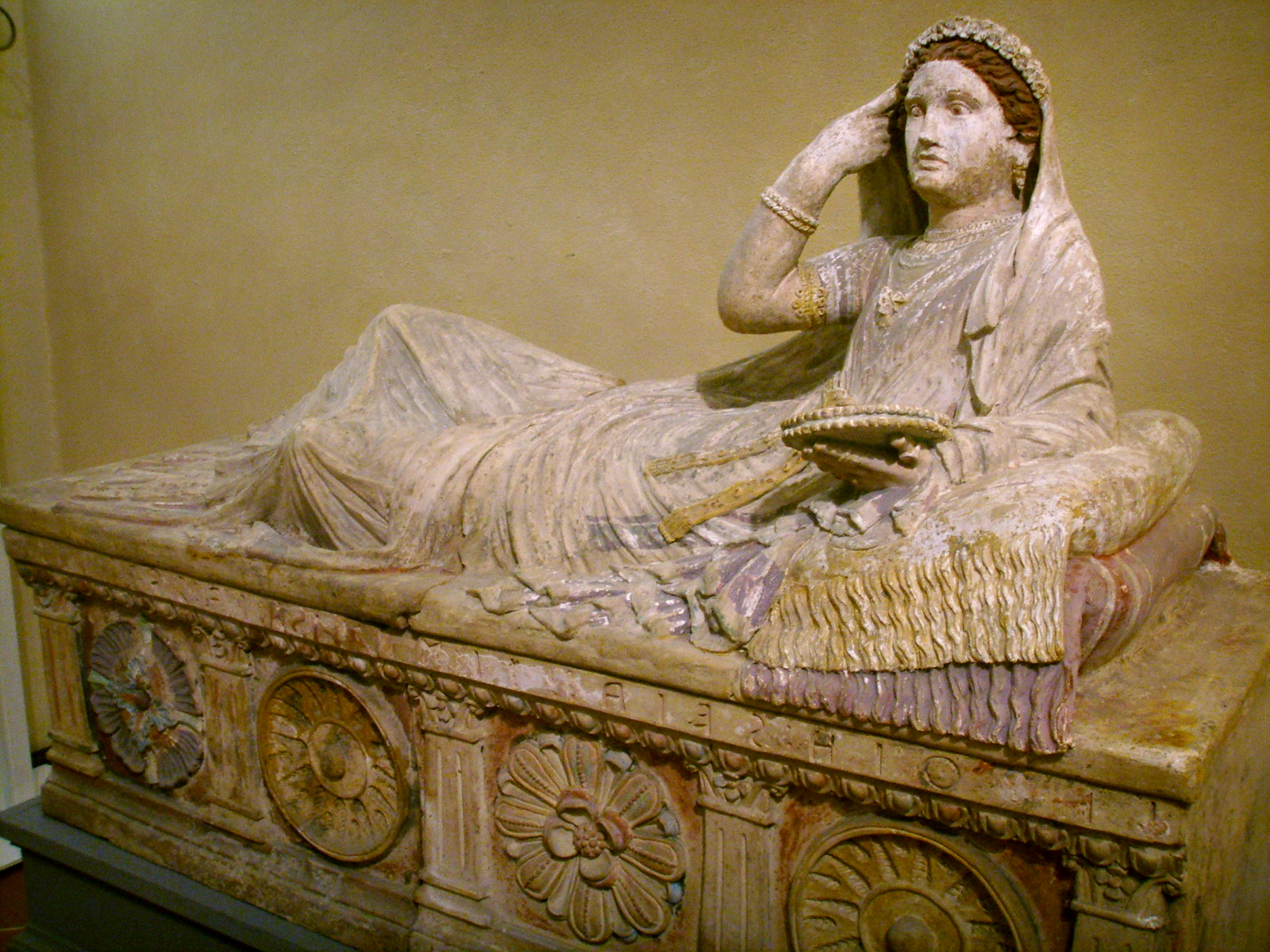
Sarcòfag de Larthia Seianti, terracota amb restes de policromia, Chiusi
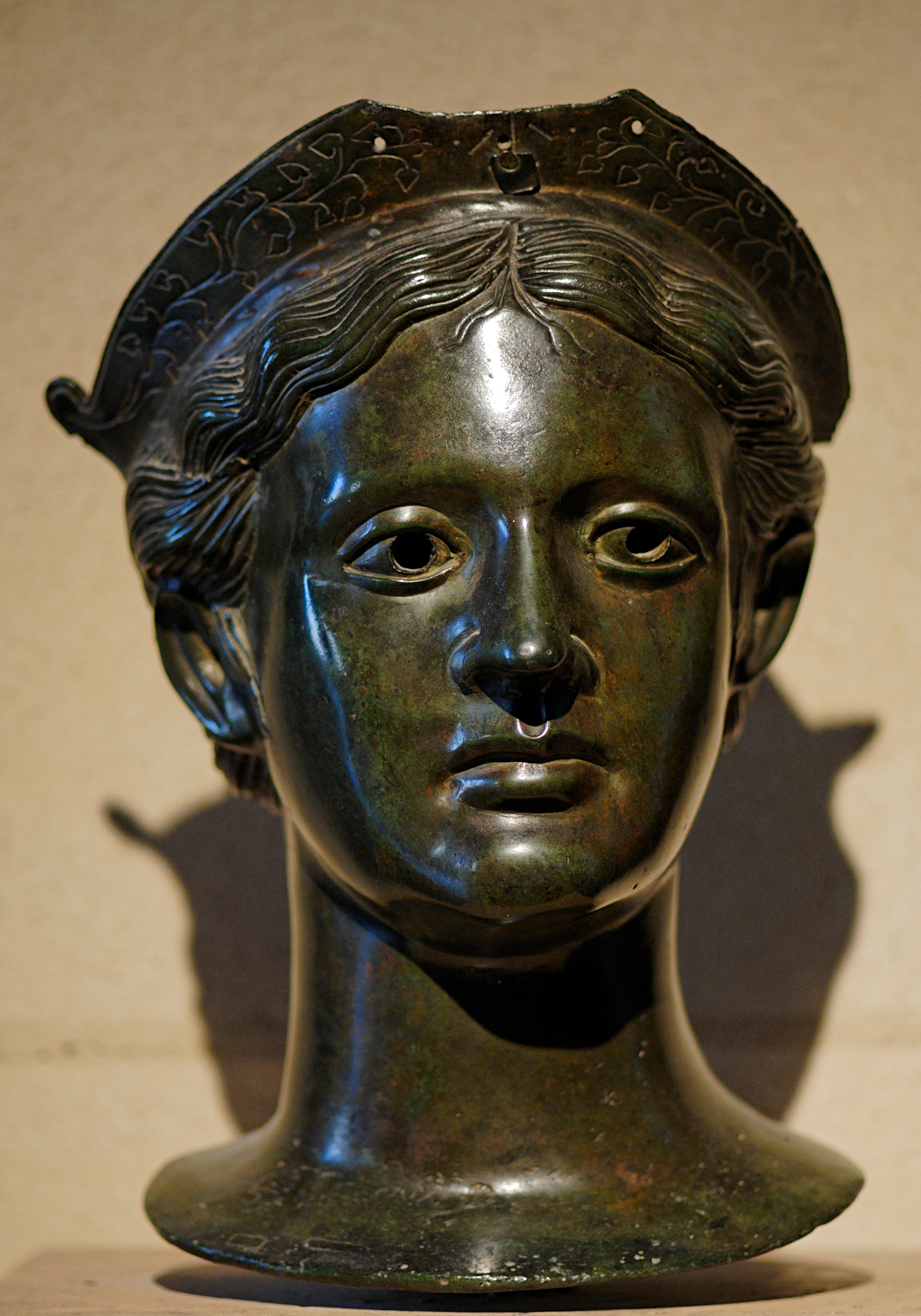
Cap de divinitat, bronze
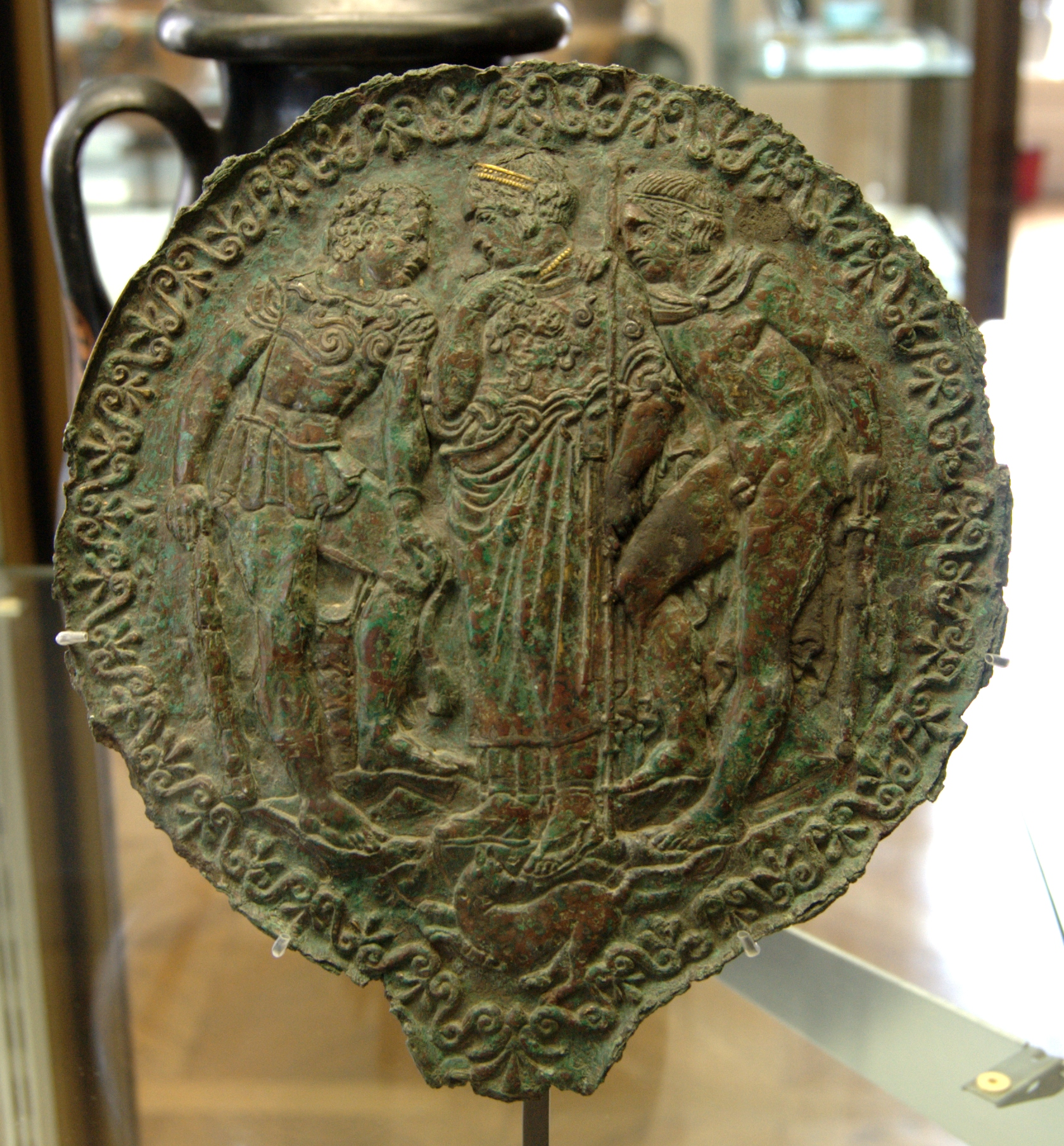
Minerva entre Hèrcules i Lolaus, en un mirall, bronze amb incrustacions d'or i argent
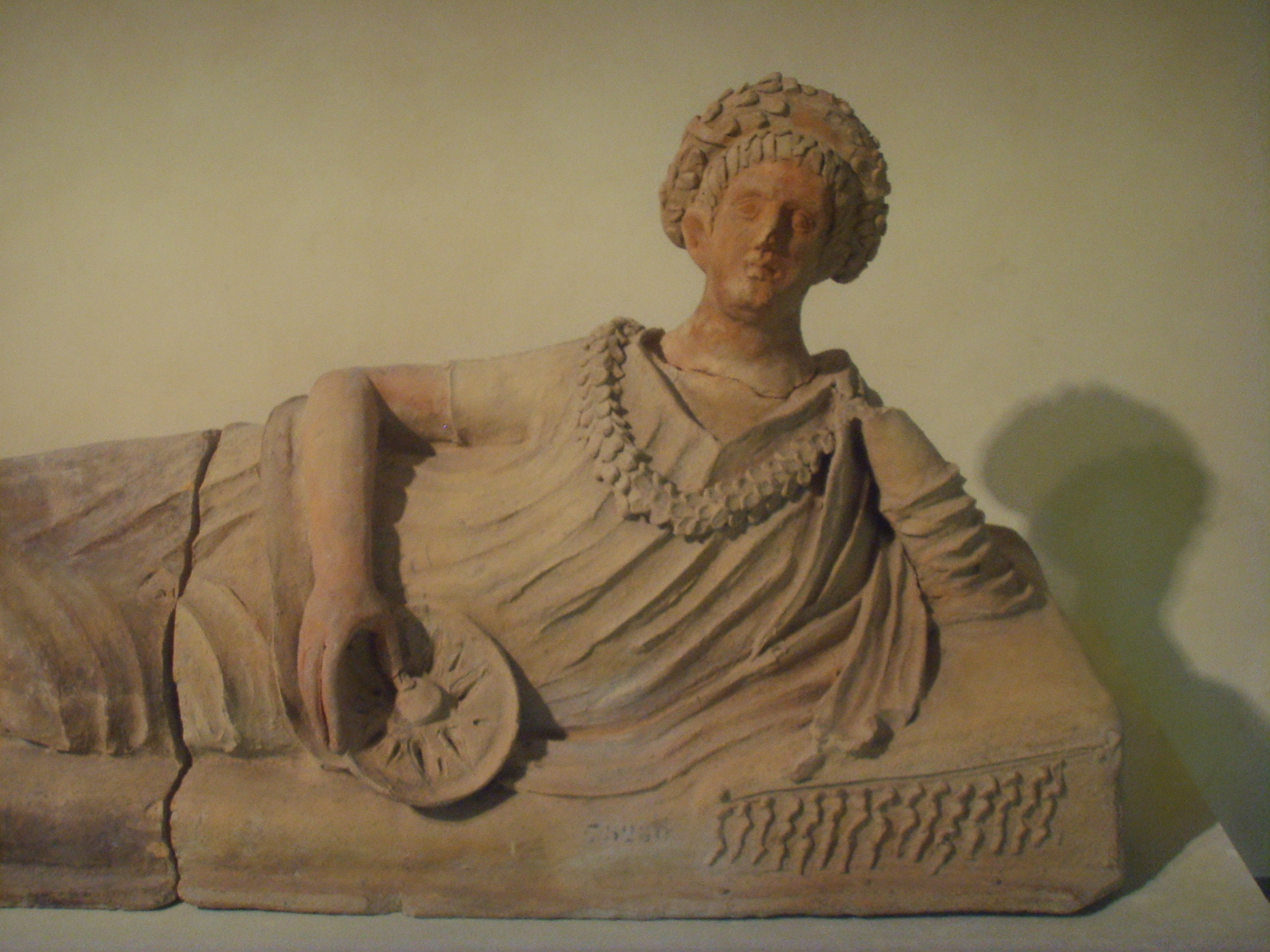
Coberta de sepulcre de terracota policromada
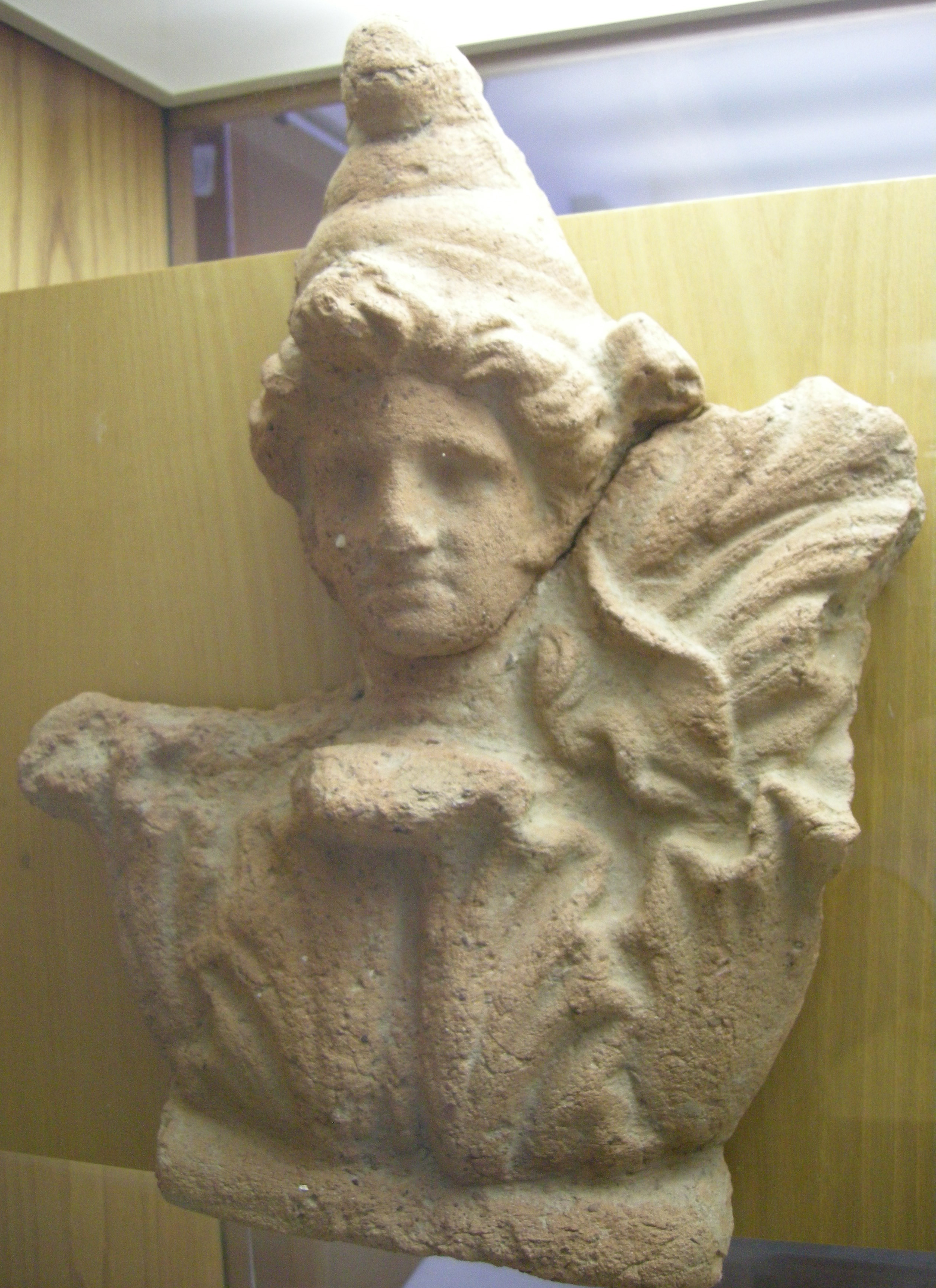
Antefixa en forma de cap d'Atis, terracota, Fiesole
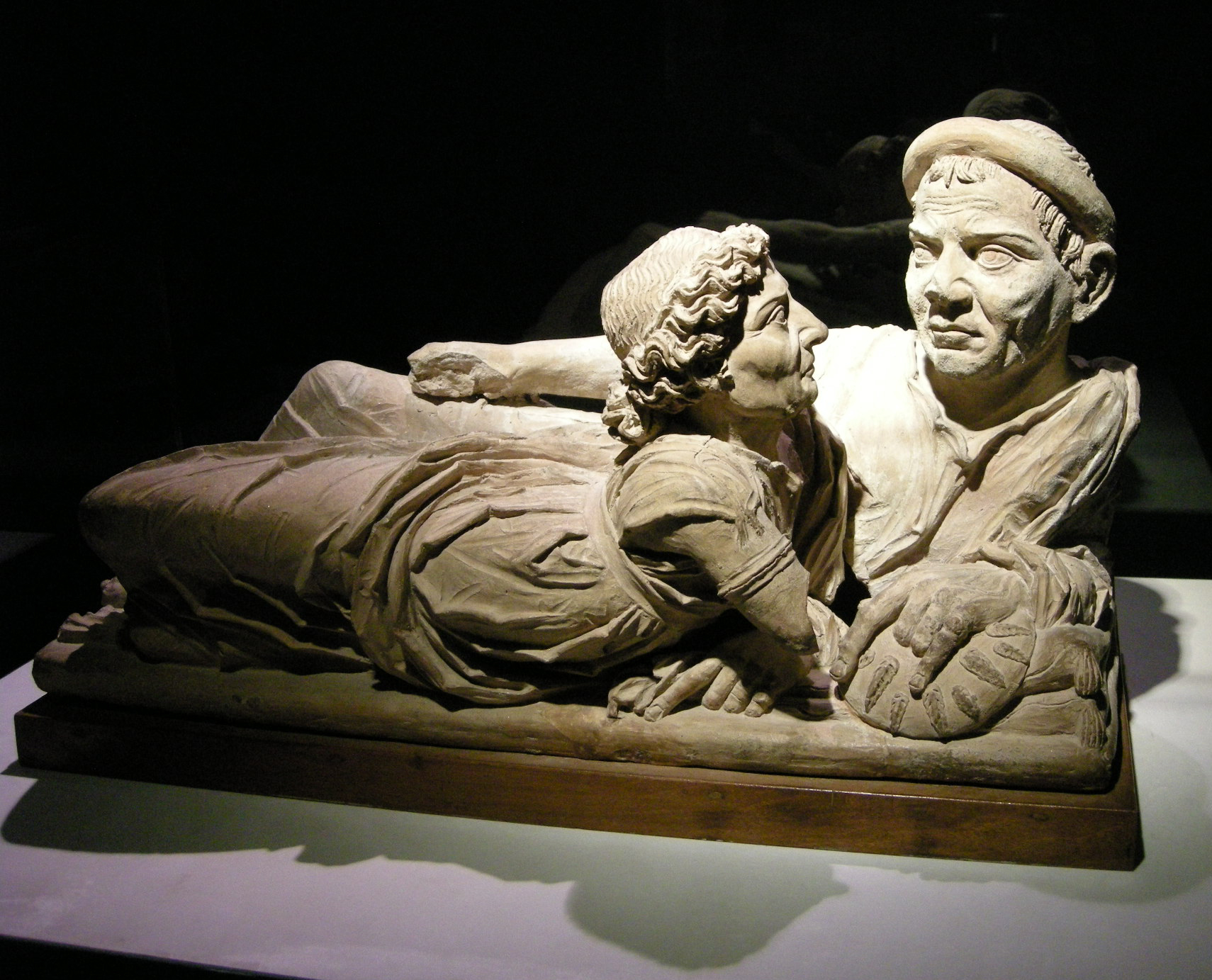
Tapa d'una urna funerària, terracota, Volterra

## Materials i tècniques

### Terracota
Una majoria aclaparadora de les restes escultòriques de grans dimensions, com l'estatuària arquitectònica i sarcòfags, així com una gran quantitat de peces més petites, va ser realitzada en terracota, la facilitat de manejament de la qual servia perfectament els propòsits dels escultors i patrocinadors, i la gran demanda per fer les obres fúnebres i decoratives. A més a més, això va permetre la creació de peces en sèrie mitjançant motlles, una tècnica apresa dels grecs. Es modelava a mà un prototip d'argila, del qual es feien diversos models, i amb aquests es podia replicar el prototip nombroses vegades fins que el motlle es desgastava i es tornava a reemplaçar. Es retirava la peça del motlle, mentre era encara humida i, d'aquesta manera, podia afegir-s'hi detalls o rectificar imperfeccions de la fabricació, donant a cada peça un caràcter únic. Alhora, les peces emmotllades podien també servir com a nou prototip per a una segona generació de motlles i còpies, i així successivament. D'un costat, això possibilitava la producció massiva de peces semblants a baix cost per a satisfer la creixent demanda; a mesura que els motlles es gastaven del primer prototip la seva qualitat davallava, cosa que va ser fatal per a l'art etrusc, especialment en la seva fase final, quan l'acabat s'havia reduït molt, sense addicions o correccions després de l'emmotllament. Tanmateix, l'aspecte final de les obres donava variacions cronològiques o regionals en el gust, perquè hi ha casos d'estatuària important amb un acabat sorprenentment rústic, també en etapes anteriors, com en el cas d'un gran edifici a Murlo, la cornisa del qual va ser decorada amb, pel cap baix, tretze acroteris de mida natural, així com amb planxes de terracota amb representacions de diverses escenes, però amb tècnica molt rudimentària. Altres exemples, tanmateix, són de gran refinament, i en aquest grup la prova més important és la del frontó del temple de Portonaccio a Veïs, amb una escena mitològica, i un altre conjunt excepcional és el frontó de Telamó. Més general va ser l'ús de plaques simples i frisos amb diverses escenes i detalls de més petita importància com les antefixes, acroteris i medallons amb motius humans, animals, plantes i abstractes.

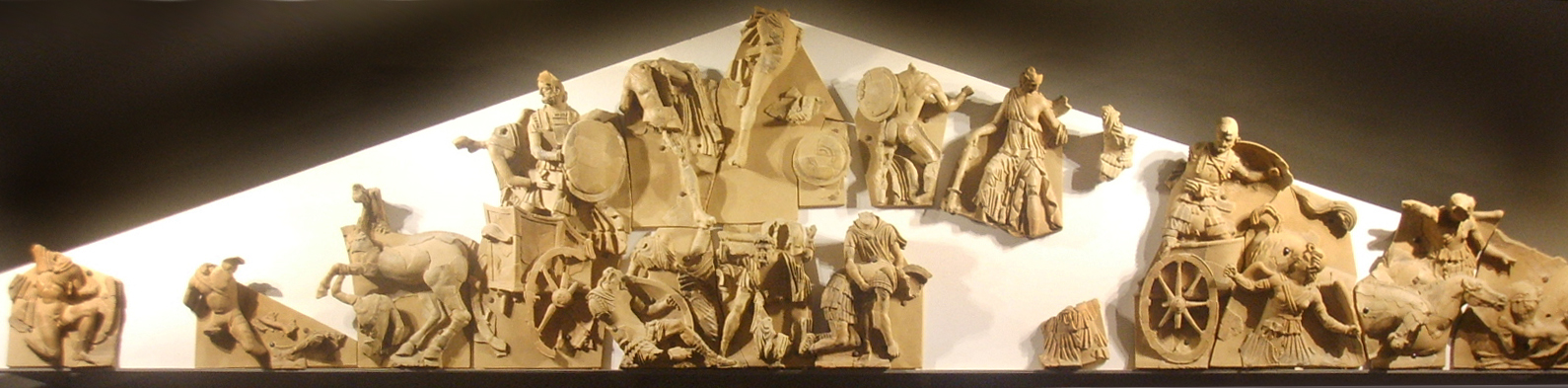
Frontó de Talamone, terracota

### Altres materials
La pedra mai no va ser gaire utilitzada en l'escultura etrusca. Hi ha relativament pocs exemples d'escultures fent servir pedra calcària suau, alabastre i tova volcànica; el marbre hi és encara més estrany. Les seves dimensions són modestes i la seva tècnica era força primitiva, els detalls eren sovint toscament treballats, però les imperfeccions s'ocultaven amb la pràctica de la pintura sobre la superfície. Un taller de Chiusi és el que va realitzar estàtues en pedra local del tipus de ploramorts i esfinxs, mentre que, a Volci, es realitzaven unes escultures d'éssers fantàstics derivats de la mitologia grega. Només en el període hel·lenístic es troben més exemples d'escultura en pedra, especialment per als sarcòfags, però la tècnica no sembla haver evolucionat de manera significativa. L'ivori, la fusta i el bronze també van ser materials excepcionals per a les grans estàtues, però hi ha una certa incertesa sobre això, perquè pot ser que, igual que amb l'estatuària grega, molts exemples importants es puguin haver perdut. El bronze, tanmateix, era un material privilegiat per a fer petites estàtues i hi ha una àmplia varietat d'objectes escultòrics al llarg de tota la seva història, en què van assolir un alt grau de coneixements tècnics i de complexitat formal. Dominaven diverses tècniques, com la cera perduda, el gravat, o el laminat; eren capaços d'agregar al bronze altres metalls com l'or, el coure o les incrustacions d'argent, i la seva producció tenia un gran mercat entre alguns dels pobles veïns, especialment els romans, i aquesta tècnica del bronze fou elogiada per Horaci.

## Llegat i perspectiva històrica
Els etruscs van tenir un paper molt important en el naixement de l'Imperi Romà, un referent cultural que quedà reflectit en una gran diversitat d'àmbits, des de la tècnica arquitectònica, la formació ètnica, les formes de govern, l'estratificació social i la cultura popular. En alguns casos, aquests trets culturals es mantingueren intactes, en altres casos, es modificaren radicalment i canviaren els costums i les simbologies associades.
Sens dubte, el seu art també mostra elements a partir dels quals es va desenvolupar l'art romà, una influència que es va perllongar fins al període hel·lenístic i, possiblement, encara més enllà en el temps. Diversos autors romans, com Plini, Ciceró, Virgili, Estrabó i Varró, van deixar cròniques sobre els etruscs, fet que es justifica perquè, segons la tradició, alguns dels emperadors romans van ser etruscs i molts dels seus patricis eren descendents de la noblesa etrusca; els romans manifestaren un especial interès pels seus avantpassats. L'emperador Claudi, al segle i, va escriure un vast compendi de vint volums sobre la cultura etrusca, el qual lamentablement s'ha perdut.

### Segles XV-XVI
La tradició etrusca va caure en oblit durant molts segles i va caldre esperar fins al segle xv, en què començà a ser recuperada a partir dels treballs del monjo Annio da Viterbo, un cabalista i orientalista, que va publicar un llibre en què especulava sobre un possible origen comú de les llengües hebrea i etrusca, després d'haver realitzat diverses excavacions en tombes, en les quals descobrí sarcòfags etruscs, i va tractar de desxifrar-ne el llenguatge. Aquesta atenció va anar creixent i augmentà considerablement l'any 1553, quan a Arezzo es va descobrir la famosa Quimera, obra que després va ser traslladada a Florència juntament amb altres peces, i allà va causar una gran expectació entre els artistes i estudiosos. Va ser exposada al Palazzo Vecchio com una gran meravella de l'antiguitat, i les altres estàtues trobades amb aquesta van passar a la col·lecció privada de Cosme I de Mèdici. En un moment en què Roma havia suplantat Florència en el lideratge cultural i polític, la descoberta es va revestir amb un caràcter nacionalista, i es convertí en un símbol de prestigi i de la identitat específica de la Toscana.
| Fetge de Piacenza | Fetge de Piacenza | Fetge de Piacenza | Fetge de Piacenza |
| --- | ----------------- | ----------------- | ----------------- |
| Fetge de Piacenza | Fetge de Piacenza |                   |                   |
| L'anomenat fetge de Piacenza és una reproducció en bronze d'un fetge d'animal, amb inscripcions en etrusc, del nom de les divinitats connectades a cada part de l'òrgan. Com se sap, els antics interpretaven la presumpta voluntat dels déus mitjançant l'examen de les vísceres d'animals sacrificats. Per això representa un petit «manual d'instruccions» per a un harúspex. L'objecte va ser trobat el 1877 i es manté al Museu cívic de Piacenza. S'hi poden diferenciar quaranta paraules |                   |                   |                   |

### Segles XVII-XVIII
Al segle xvii, l'erudit escocès sir Thomas Dempster va aportar una contribució significativa al coneixement dels etruscs en l'obra de set volums titulada De Etruria Regali, una recopilació de fonts antigues que anava acompanyada de noranta-tres gravats que mostraven els seus monuments. El seu treball, tanmateix, va romandre inèdit fins al 1723, quan Filippo Buonarroti el va publicar junt amb els comentaris del seu propi treball; aquesta obra és considerada com una fita en la història etrusca moderna. Tres anys més tard, va ser creada l'Accademia Etrusca a Cortona, que en poc de temps va anar sumant diversos estudis especialitzats. El 1743, Antonio Gori va posar al descobert el seu Museum Etruscum, amb centenars d'il·lustracions, i el 1761 Giambattista Piranesi, famós pels seus gravats d'edificis antics, va publicar un volum sobre arquitectura i enginyeria romana, en què avançà diverses teories sobre la participació etrusca en l'art romà, que després es van donar com a correctes.
Aquests treballs pioners, naturalment, contenien moltes errades, inexactituds i falses atribucions, però van contribuir a una primera delimitació més científica del camp d'estudi i també a la gestació del neoclassicisme, l'intens interès del qual va desencadenar una febre col·leccionista entre les elits polítiques i intel·lectuals europees. Amb Winckelmann, un dels teòrics neoclàssics més influents, els estudis van arribar a un nivell més elevat, encara que el seu èxit ha estat limitat per la immaduresa de la ciència arqueològica. Va escriure extensament sobre l'art etrusc, incloent-hi l'escultura, fent una definició d'una distinció més clara entre el seu estil i el grec; va reconèixer també les seves variacions internes, va elogiar la destresa dels seus artistes i ho va considerar l'expressió d'una noble tradició. Al segle xix, Hegel, encara que estava més preocupat pels aspectes idealistes de l'art antic, no va deixar d'apreciar l'art etrusc, dient-ne que demostrava un interessant equilibri entre l'idealisme i el naturalisme, i que el considerava un representant molt bo de l'esperit pràctic dels romans, mentre que les peces d'escultura etrusca vistes pel romàntic John Ruskin a Florència van ser una revelació per a ell, ajudant-lo a comprendre la història de l'art occidental. Friedrich Nietzsche, tanmateix, els menyspreava. Impregnades d'un romanticisme fantàstic, van ser les analogies establertes per Frobenius entre l'art etrusc i els pobles precolombins, que estaven en voga en aquella època i estaven vinculats a les teories sobre l'Atlàntida.

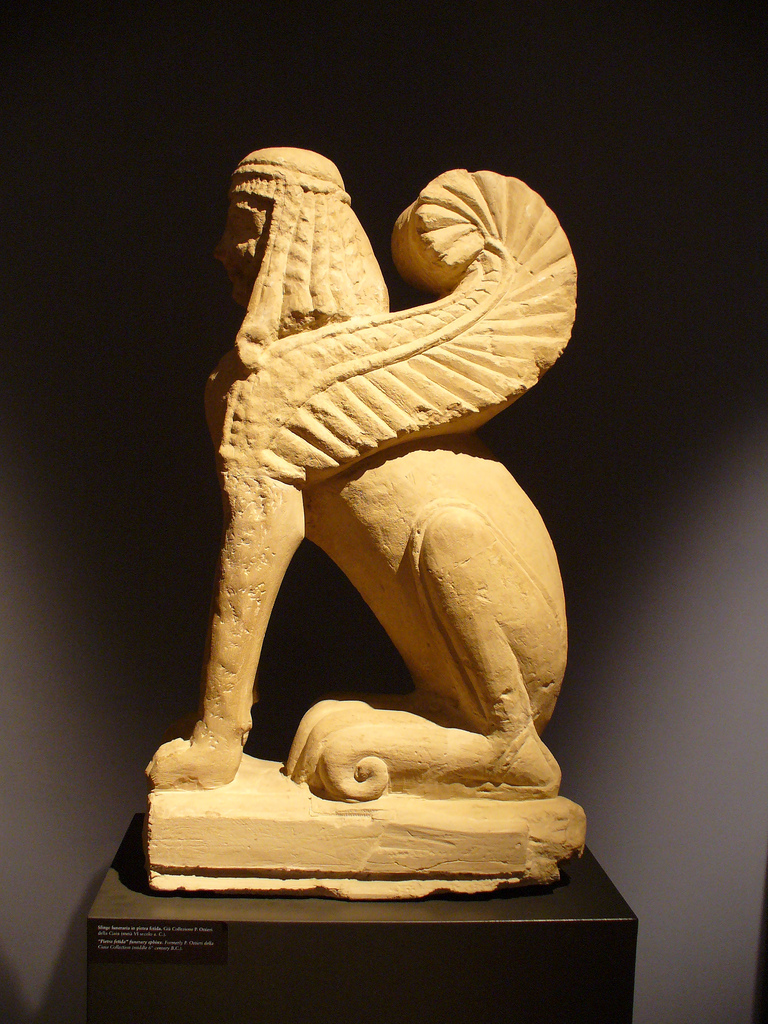
Esfinx a Chiusi

### Seglexix
Fins i tot, al segle xix, l'escultura etrusca va guanyar un important fòrum de debat quan es va crear, el 1829, l'Istituto di Correspondenza Archaeologica per promoure la cooperació internacional de l'estudi de l'arqueologia italiana; va publicar molts articles i va realitzar excavacions en diverses necròpolis, però la creixent disponibilitat de troballes significatives va ocasionar la destrucció de nombrosos jaciments arqueològics pels caçadors de restes, desastres denunciats pel cònsol britànic a Itàlia, George Dennis, en el seu llibre The Cities and Cemeteries of Etruria, del 1848, que es va convertir immediatament en un best-seller i la tercera edició del qual (1883) continua sent una bona introducció al tema. Una altra important publicació va ser Antica Etruria Marittima (1846-51), de Luigi Canina, amb la introducció d'una metodologia topogràfica revolucionària; però potser més important va ser la contribució d'Alois Riegl, que encara que no es va centrar especialment en l'art etrusc, va establir definitivament la validesa de les expressions artístiques «neoclàssiques», en un moment en què el llegat grec es considerava un model. Mentrestant, alguns sectors que participaven en el procés d'unificació italiana van passar a prendre els etruscs com la font més legítima de l'origen del poble italià, tenyint el debat cultural amb un color polític i patriòtic tendenciós.

### Segle XX
A començaments del segle xx, l'escultura etrusca pot haver influenciat l'obra de gravat clàssic de Pablo Picasso i, en la mateixa època, Christian Zervos, que treballava en un catàleg de l'artista, va encarregar a l'arqueòleg Hans Muhlestein un estudi sobre l'art etrusc, estudi que es va publicar en l'article Histoireet esprit et contemporain. En aquest article, recomanava als artistes moderns que estudiessin l'art antic com a antídot de la idea que aleshores prevalia: que el món estava regit per una força purament mecànica.
Un altre escultor important, Marino Marini, va declarar que la seva descoberta de l'art etrusc va ser «un esdeveniment extraordinari», i el seu entusiasme va ser una part de l'onada «revival» que va tenir una gran importància per a l'evolució de l'art modern italià durant el feixisme; aquest impuls, a la vegada, enfortí el mite feixista de la supremacia del poble italià i de les tradicions llatines. Diversos intel·lectuals italians d'aquest moment refermaren les qualitats de l'estil etrusc i elogiaven els artistes per haver-lo revalorat abans que ho fessin els arqueòlegs. En molts sentits, la cultura etrusca va ser objecte d'una fascinació renovellada a l'Europa de començaments del segle xx, incloent entre els seus admiradors Aldous Huxley i D. H. Lawrence.
Aquesta reputació de l'art etrusc, paral·lelament, va afavorir l'aparició d'un nombre creixent d'obres falses en el mercat. Els casos que van tenir més repercussió van ser les obres creades per la família de Pío Riccardi i Alceu Dossena, tan ben realitzades que van ser adquirides per importants museus i van romandre exposades al públic com a obres autèntiques durant uns quants anys fins que se'n va descobrir el frau.
En les darreres dècades, diverses institucions d'Europa i dels Estats Units han impulsat diversos projectes d'estudi i recerca, i d'excavacions. Amb aquest impuls, han aparegut col·leccions d'objectes, alguns d'art etrusc, que han contribuït a una millor comprensió d'un tema que encara presenta moltes incògnites. Són especialment importants, entre d'altres, les col·leccions del Museu Nacional Etrusc de Vil·la Giulia, el Museu del Louvre, el Museu Arqueològic Nacional de Florència i el Museu Metropolità de Nova York. Moltes de les col·leccions més importants s'han constituït al llarg del segle xix i començaments del segle xx, quan es van produir moltes excavacions a càrrec d'aventurers sense massa criteri, que ompliren el mercat negre d'antiguitats, i encara que també hi van col·laborar alguns experts, els procediments arqueològics no eren massa rigorosos i encara s'estaven començant a adequar a les noves tècniques metodològiques de la ciència moderna. Això ha comportat la pèrdua irrecuperable d'informació sobre dades amb relació a l'estratigrafia, l'origen, els antecedents i altres qüestions vitals per a l'estudi contemporani. Aquest estudi, des del començament, ha patit els inconvenients de la manca de documents textuals etruscs, fet que impedeix saber el que pensaven sobre el seu art amb les seves pròpies paraules.
Els etruscs han estat recentment font d'inspiració per a molts escriptors de la literatura de ficció o en obres amb pretensions històriques, que aprofitaven l'aura de misteri que encara plana en la cultura popular. D'altra banda, aquests tipus de narracions són comercials i atreuen l'atenció d'una gran audiència sobre la cultura etrusca que, com opina Ross, contribueixen a la perpetuació d'estereotips i fan un mal servei al veritable coneixement. Investigadors seriosos, també han suggerit que el llegat etrusc que perviu al centre d'Itàlia està viu en les supersticions populars i els símbols religiosos, en les pràctiques agrícoles, en unes certes formes de celebració pública, en projectes decoratius dels edificis i a l'interior de les cases, sobretot en les tècniques de talles en relleu.